# عمارة الدار البيضاء
عمارة الدار البيضاء متنوعة ومهمة تاريخيا. تعتبر الدار البيضاء العاصمة الاقتصادية للمغرب، وتتميز بتاريخ حضري غني، فهي موطن للعديد من المباني البارزة. طوال القرن العشرين، عرفت الدار البيضاء تطورا في الهندسة المعمارية والتخطيط الحضري.
آنفا هو الاسم القديم لمدينة الدار البيضاء، وبحسب كتاب وصف أفريقيا لليون الإفريقي، فقد بنيت من قبل الرومان. تقع المدينة عند مصب وادي بوسكورة على المحيط الأطلسي في سهل الشاوية، والمعروف باسم تامسنا خلال حقبة بورغواطة. تم تدميرها جرّاء زلزال 1755، وأُعيد بناؤها من قبل السلطان محمد الثالث، الذي استعان بالمهندسين المعماريين الأوروبيين، وأصبحت تحمل اسم «الدار البيضاء». يعود كل من حصن الصقالة وأقدم مسجدين بالمدينة إلى هذه الفترة.
أعطى مؤتمر الجزيرة الخضراء لعام 1906 الشركة المغربية القابضة إذنا لبناء ميناء حديث في الدار البيضاء. أدّى القصف الفرنسي للدار البيضاء في العام التالي إلى تدمير الكثير من معالم المدينة، التي كانت تتألف في ذلك الوقت من المدينة القديمة، والملاح (حي يهودي)، ومنطقة تعرف باسم التناكر. واحد من أول إنشاءات فرنسا كان برج الساعة في شكل مئذنة، ويعتبر مثالا مبكرا لأسلوب يسمى المورسيكي الجديد، والذي من شأنه أن يميز الكثير من عمارة الدار البيضاء في الفترة الاستعمارية المبكرة، ولا سيما المباني المدنية والإدارية.
بموجب الحماية الفرنسية على المغرب التي أنشئت رسميا في عام 1912، كلّف المقيم الجنرال هوبير ليوطي هنري بروست بالتخطيط الحضري للدار البيضاء. قسّمت الخطة المركزية (radioconcentrique) لبروست المدينة إلى مدينة قديمة، حيث سيعيش المغاربة، ومدينة جديدة للأوروبيين. تم تصميم العديد من المباني على طرازي الفن الجديد وآرت ديكو من قِبل المهندسين المعماريين مثل ماريوس بوير ‏ في المدينة الجديدة خلال الثلاثينيات من القرن الماضي، في حين أن الجهاز الاستعماري الفرنسي جرب التخطيط الحضري للأحياء مثل الحبوس وبوسبير.
أشار أسلوب ستريملاين مودرن إلى انتقال نحو الهندسة المعمارية الحديثة. في الأربعينيات من القرن الماضي، تولّى ميشال أكوشاغ التخطيط الحضري وركّز على خطة خطية مع التنمية الصناعية في الشرق ومشاريع الإسكان لمعالجة الزيادة السكانية، مثل تلك الموجودة في الحي المحمدي. قاد «مجموعة المعماريين المغاربة الحديثين» (GAMMA)، التي أحدثت ثورة في الهندسة المعمارية الحداثية في المؤتمر الدولي للعمارة الحديثة سنة 1953، من خلال التأكيد على أهمية النظر في الثقافة المحلية والمناخ بالإضافة إلى المبادئ المعمارية الحديثة. هذا النهج يسمى الحداثة العامية.
أصبح إيلي الزاقوري أول مهندس مغربي حديث، وقاد مجموعة المعماريين المغاربة الحديثين بعد استقلال المغرب من فرنسا عام 1956. وكان هو وزميله جان فرنسوا زيفاكو من بين أهم المهندسين المعماريين في الدار البيضاء في القرن العشرين. وقد قاما رفقة عبد السلام الفراوي وباتريس دو مازوريز بتجريب العمارة الخمومية. تأثرت عمارة الدار البيضاء عند مطلع القرن العشرين بسياسة النيوليبرالية.

## العمارة المغربية التقليدية
تحتفظ الدار البيضاء بالعديد من الأمثلة الأصلية للعمارة المغربية التقليدية، لا سيما داخل جدران المدينة في المدينة القديمة التاريخية. هناك عدد من الأضرحة بما في ذلك ضريح السيد علال القيرواني وضريح سيدي بيلوط. كانت الدار البيضاء واحدة من عدد من المدن - بما في ذلك الصويرة ومراكش والرباط - التي تم إعادة تشييدها بعد زلزال 1755، من قبل السلطان محمد الثالث بن عبد الله، الذي اعتبره المؤرخ المغربي عبد الله العروي «مهندس المغرب الحديث». كان من المعروف أن السلطان قد استخدم المهندسين الأوروبيين، مثل ثيودور كورنوت وأحمد الإنجليزي في مشاريعه. تم بناء مساكن السقالة وأقدم مسجدين في المدينة، جامع المخزن وجامع ولد الحمراء، خلال تجديد السلطان محمد بن عبد الله للمدينة.

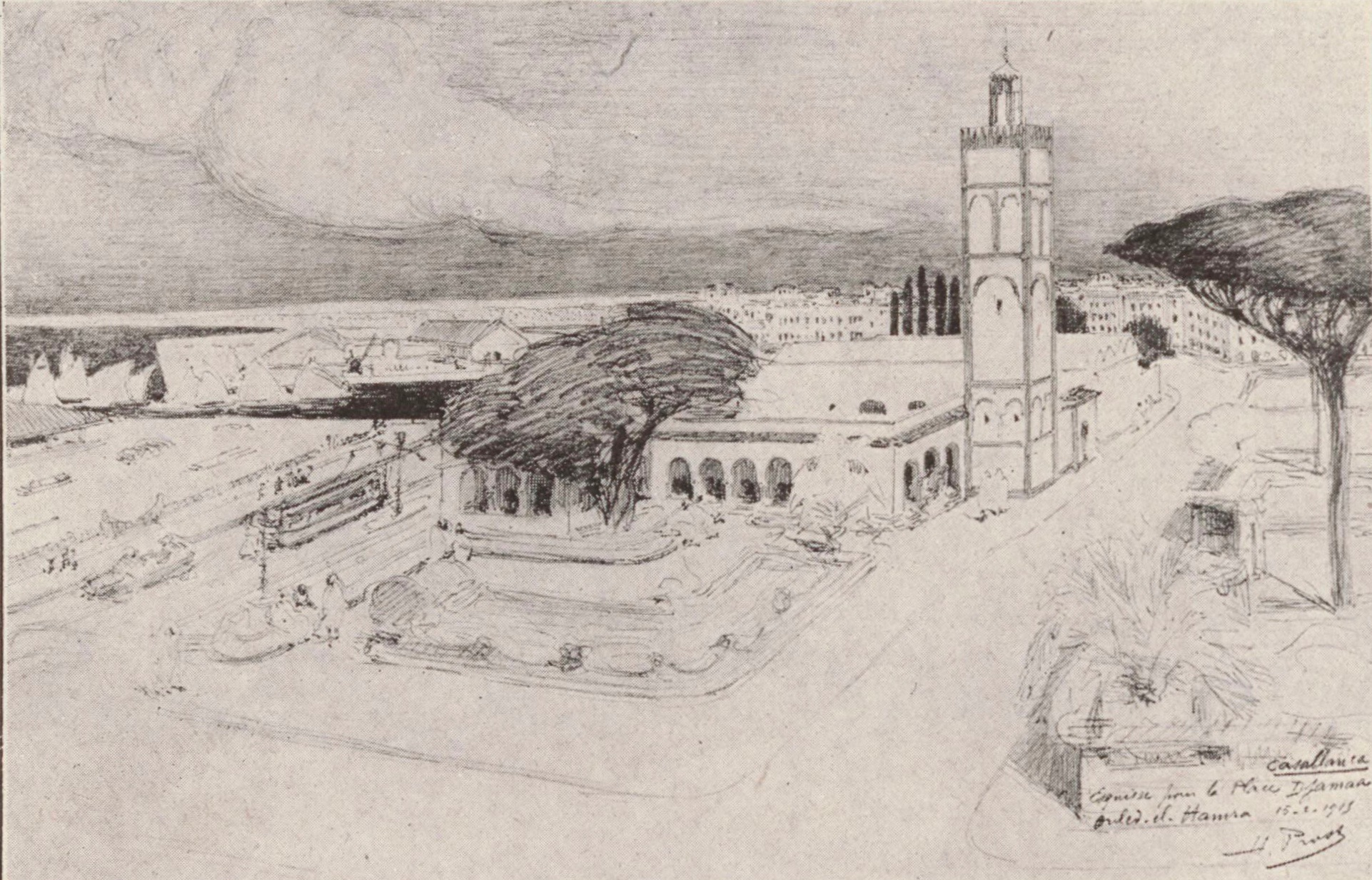
رسم عام 1915 بواسطة هنري بروست للمنطقة المحيطة بجامع الحمراء.

تزايدت ساكنة المدينة تحت نظام الحماية حيث استقر الأوروبيون في المدينة، ومع هجرة اليهود من داخل البلاد. في عام 1886، وصف إليزيه ريكلو الدار البيضاء باعتبارها «مستوطنة ساحلية أوروبية» و «مُقفرة وغير صحية».

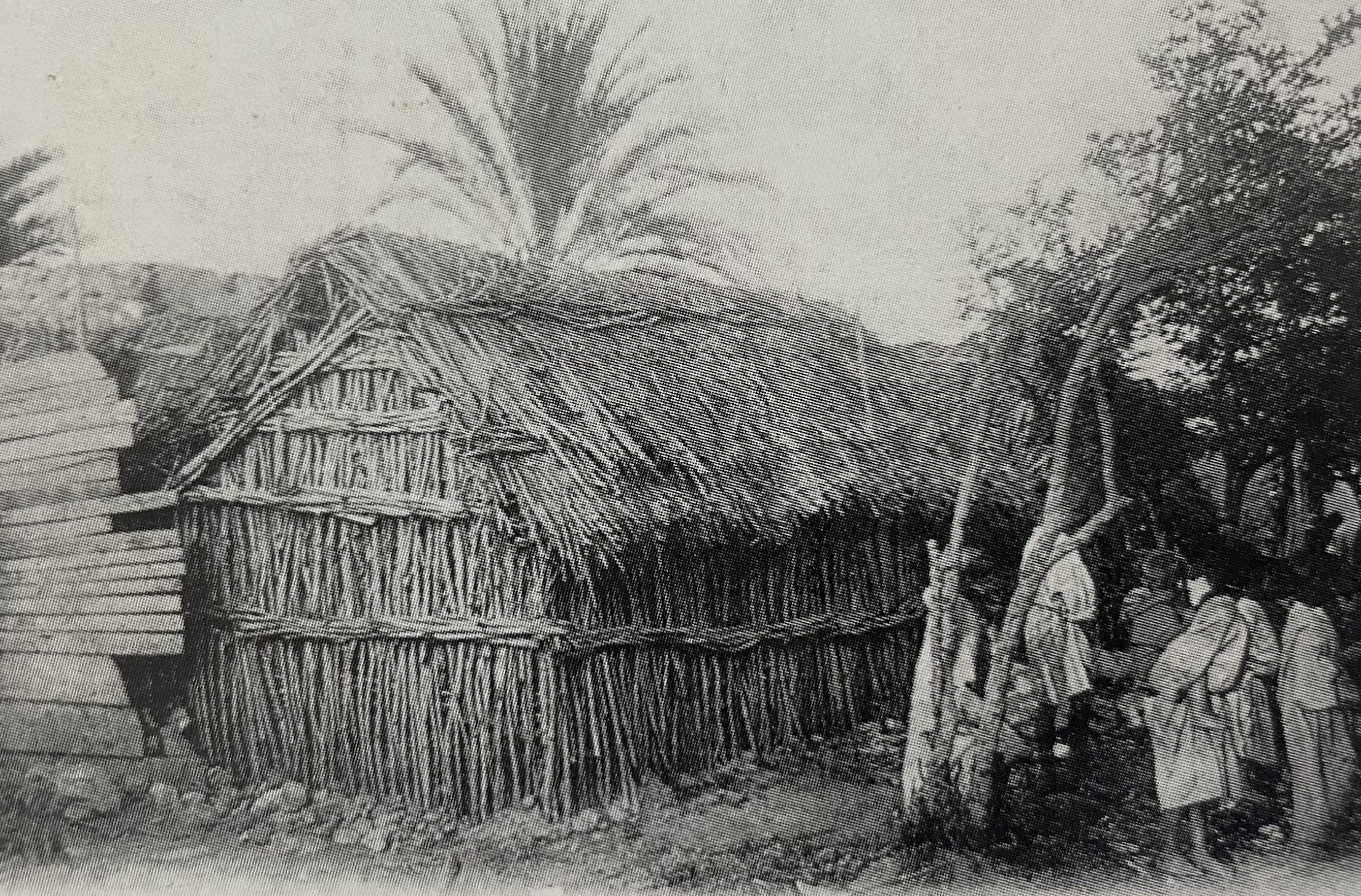
نوال أو تناكر، أصل اسم حي التناكر حوالي عام 1910.

حدّد الدكتور فريدريك فايسغربر في خريطة له للمدينة عام 1900، ثلاثة أجزاء رئيسية: المدينة القديمة، والملاح، والتناكر. احتوت الدار البيضاء على القيسارية والخانات وسوق المنتجات الطازجة على طول مجرى وادي بوسكورة، على ما هو الآن ساحة الأمم المتحدة.
تم تدمير المدينة القديمة إلى حد كبير خلال القصف الفرنسي لعام 1907، لكن لا تزال العديد من المباني المهمة موجودة.

## العمارة الاستعمارية
كان أقدم مبنى أوروبي في الدار البيضاء عبارة عن سجن مهجور يُزعم أنه بُني من قبل البرتغاليين، نُقلت أقواسه لتزيين حديقة جامعة الدول العربية.
بُنيت كنيسة سان بونافنتورا (الآن مركز بونافنتورا الثقافي) في المدينة القديمة من قبل المجتمع الإسباني في الدار البيضاء في عام 1890.

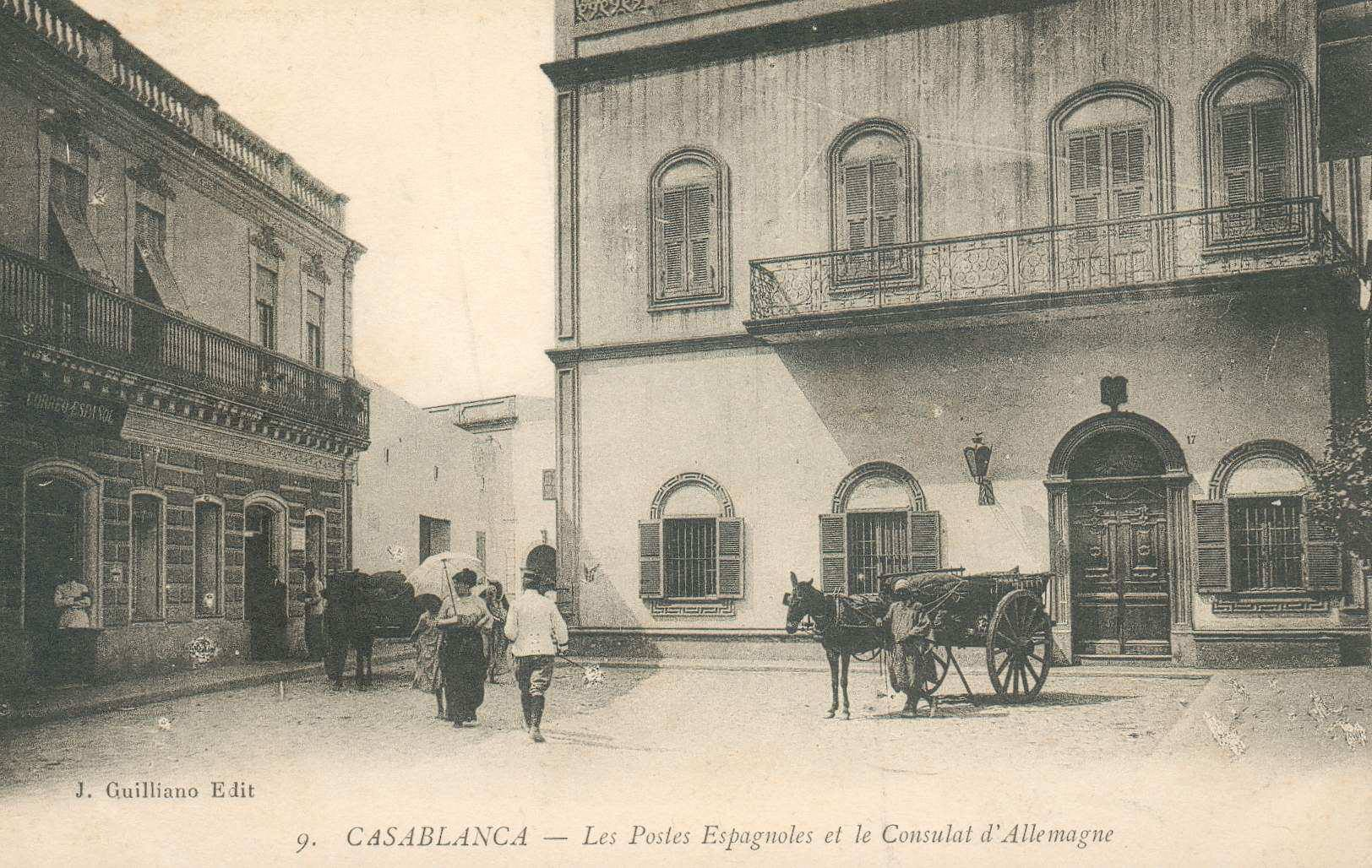
القنصلية الألمانية (1900) في المدينة القديمة، التي أصبحت مدرسة عمر بن عبد العزيز الابتدائية منذ عام 1919.

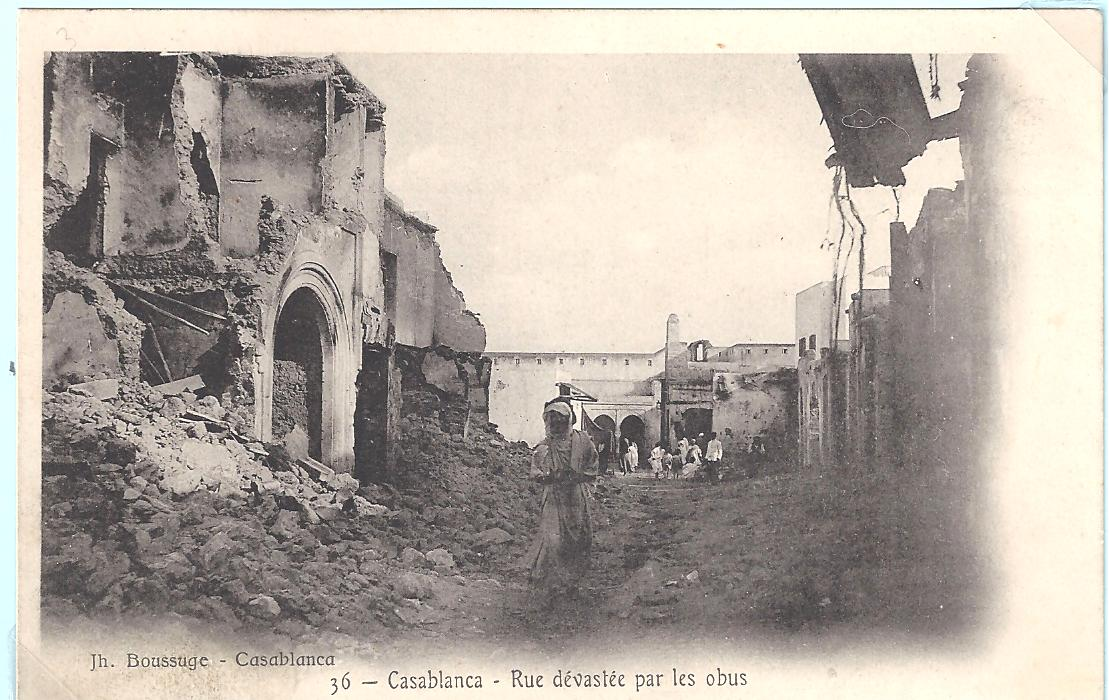
الدار البيضاء في أعقاب قصف 1907.

في عام 1900، كان للدار البيضاء أربع قنصليات وثلاثة عشر نائبا من القنصليات، التي حلّت محل ما كان يوجد في مازاغان (الجديدة) والرباط وموغادور (الصويرة). تم بناء العديد من هذه القنصليات على طول الواجهة البحرية يمكن الوصول إليها بسهولة. أولها كانت القنصلية البريطانية، التي تأسست عام 1857. أصبحت القنصلية الألمانية، التي بنيت أصلا كقنصلية بلجيكية في عام 1900، مدرسة عمر بن عبد العزيز الابتدائية في عام 1919.
كان برج الساعة الأصلي الذي أقامه تشارلز مارتيال جوزيف ديسيني في عام 1910 هو المبنى الأول الذي صممه الفرنسيون بعد قصف وغزو الدار البيضاء في عام 1907.

### الاحتلال الفرنسي
طوال عقود الاحتلال الفرنسي (1912-1956)، كان التطور الحضري للدار البيضاء «مدفوعًا أولاً وقبل كل شيء بالمصالح الاقتصادية الفرنسية.» تم تصميم المدينة مع وضع حركة مرور السيارات والمجمعات الصناعية في الاعتبار، مثل الموانئ وخطوط السكك الحديدية.
| ”              | تقوم الدار البيضاء ببناء مشاريع جديدة بجرأة لا تستطيع باريس تجربتها. | “ |
| —ليوندر فايا ‏،‏ |                                                                      |   |

#### تصميم بروست

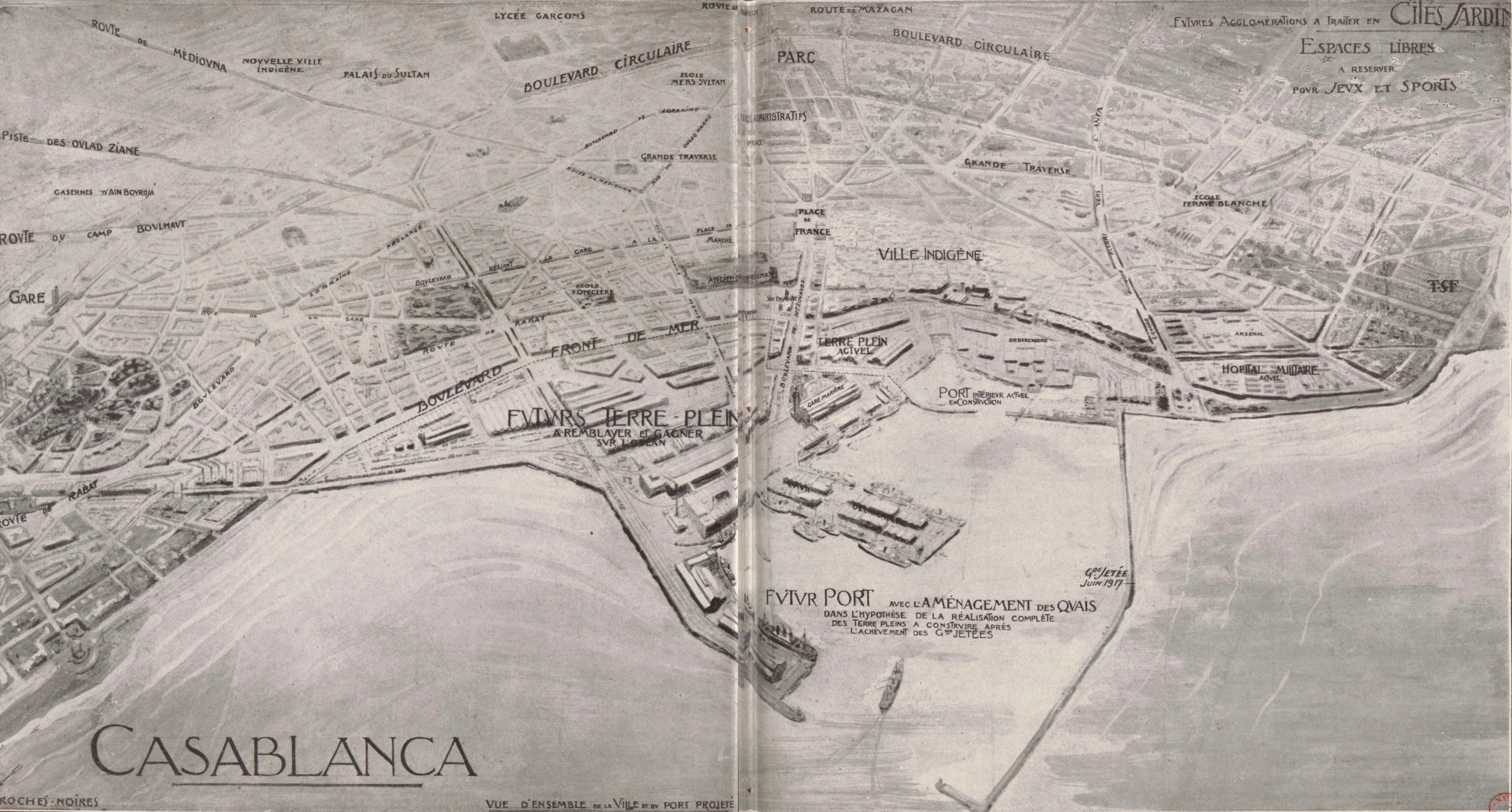
تصميم الخطة المركزية لهنري بروست عام 1914 للدار البيضاء.

أصبحت الدار البيضاء مختبراً لمبادئ التمدن المتميز، بما في ذلك التقسيم الحاد والتفكك التام بين المدينة القديمة والمدينة الأوروبية. بالنسبة للإدارة الاستعمارية، كانت المدينة المغربية في وقت من الأوقات أرضًا خصبة للأمراض يجب احتواؤها، وأثرًا من الماضي يجب الحفاظ عليه بسحر شرقي، وملجأ للمتمردين المحتملين ليتم سحقهم.
صمّم هنري بروست، مخطط المدينة المختار بعناية من قبل الجنرال ليوتي، المدينة الأوروبية في الدار البيضاء كمدينة جديدة.
كان التصميم يستند على الخطة المركزية، مثل العاصمة الفرنسية باريس. كانت الشوارع الرئيسية تشع من الجنوب الشرقي من الميناء والمدينة القديمة والسوق الكبير الذي أصبح ساحة فرنسا، وهو الآن ساحة الأمم المتحدة. ربطت هذه الساحة المدينة القديمة والملاح والمدينة الأوروبية.

صمّك هيبوليت جوزيف ديلابورت أول مبنيين رئيسيين لتمييز الساحة: متاجر باريس-المغرب (Paris-Maroc) سنة 1914، وفندق إكسلسيور سنة 1918. يمثل الأول غزو القوة الاستعمارية للمغرب والتجارة في المغرب، وقال كلود فارير ‏ عن الأخير إن «اجتماعات البورصة والتمويل والتجارة انعقدت حصريًا في المقاهي الأربعة المحيطة به». تم بناء السوق المركزي (1917) من قبل بيير بوسكيه في موقع معرض الدار البيضاء 1915. في عام 1917، أصبحت الدار البيضاء ثاني مدينة في العالم، بعد قرار قرار تقسيم المناطق 1916 ‏ في نيويورك، التي تتبنّى مخططًا حضريًا شاملاً.

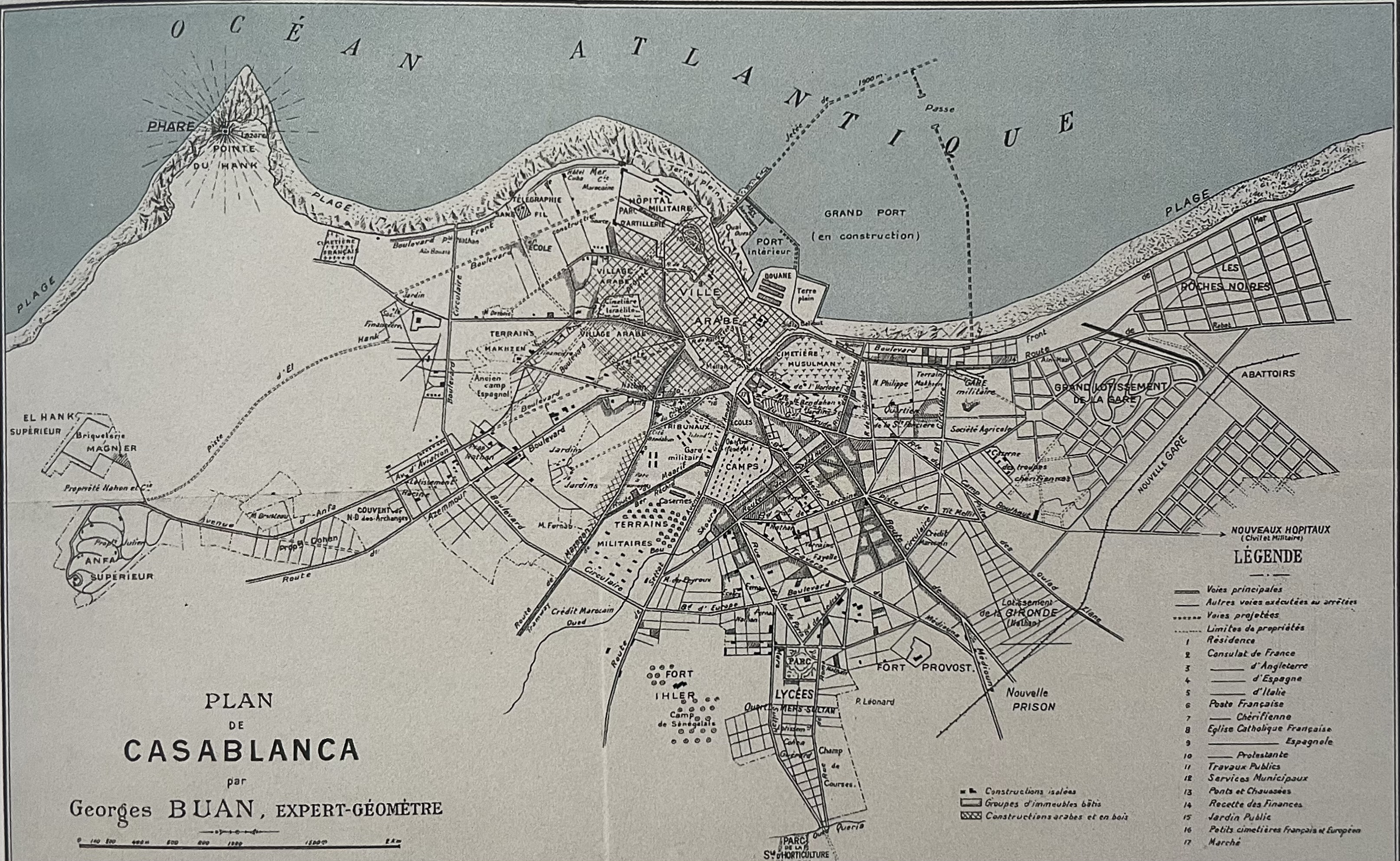
تصميم جورج بوان في دليل معرض الدار البيضاء 1915
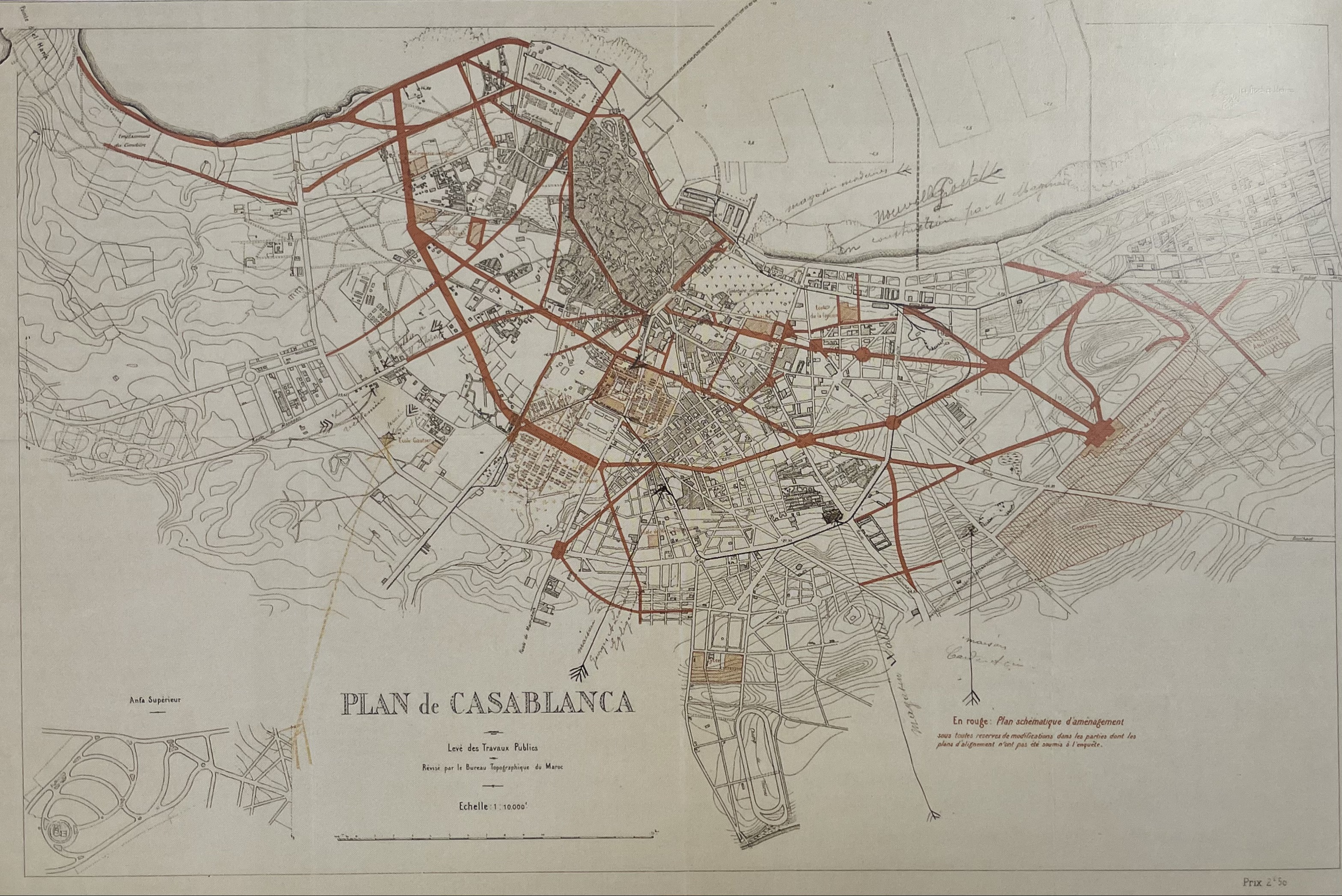
تصميم طريق بروست لخطة التوسيع والتطوير لعام 1917
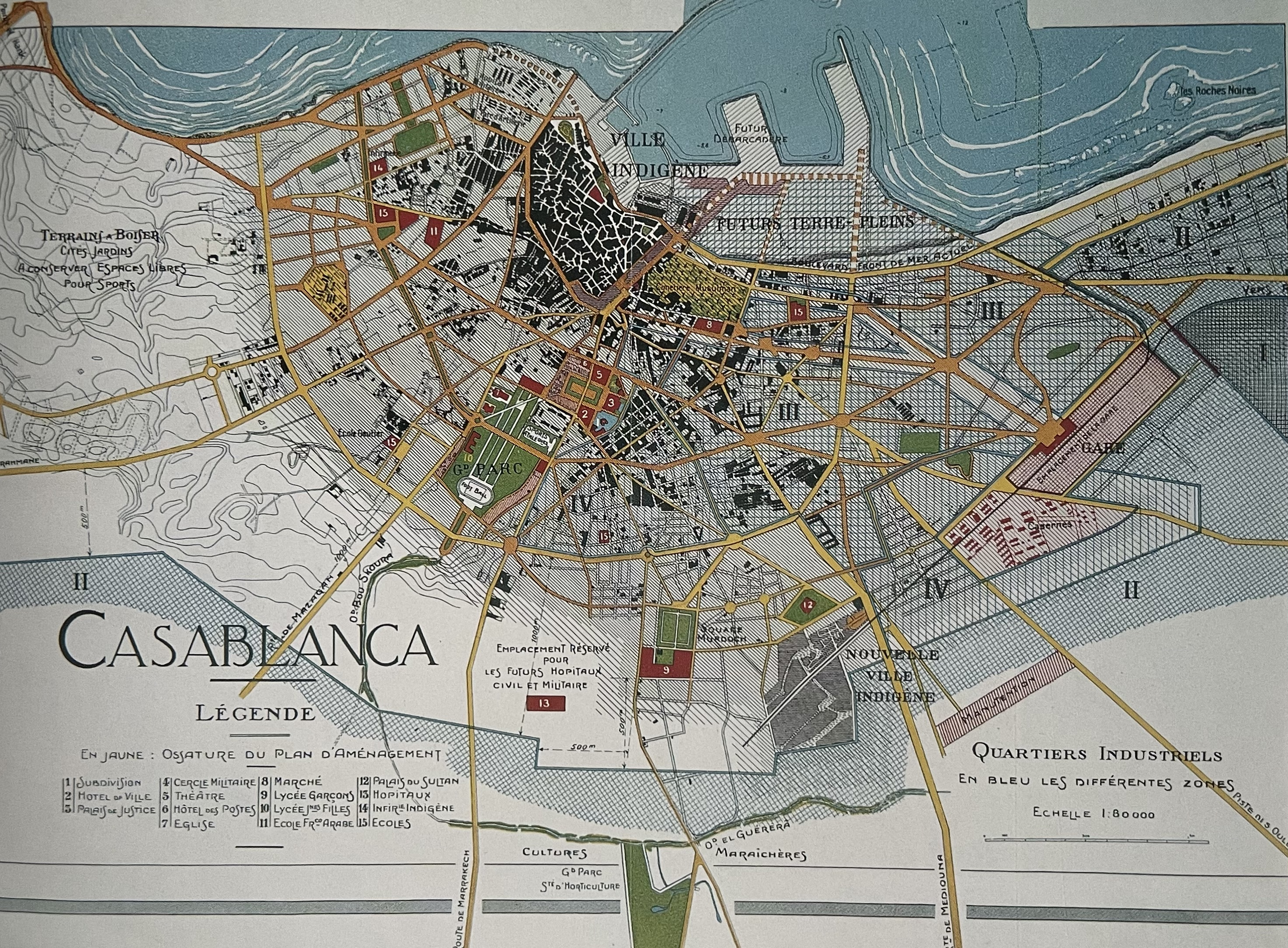
خريطة لتصميم التطوير والإرشاد.

#### الحبوس
في عام 1916، بعد أربع سنوات من التأسيس الرسمي للمحمية الفرنسية، قرّر بروست وفريقه بناء المدينة القديمة (nouvele ville indigène) - المعروفة الآن باسم الحبوس - بالقرب من قصر السلطان إلى الشرق من المركز الجديد. حاول المخططون دمج ملامح مدينة مغربية تقليدية بالمعايير الحديثة للصرف الصحي والتخطيط الحضري.

#### بوسبير

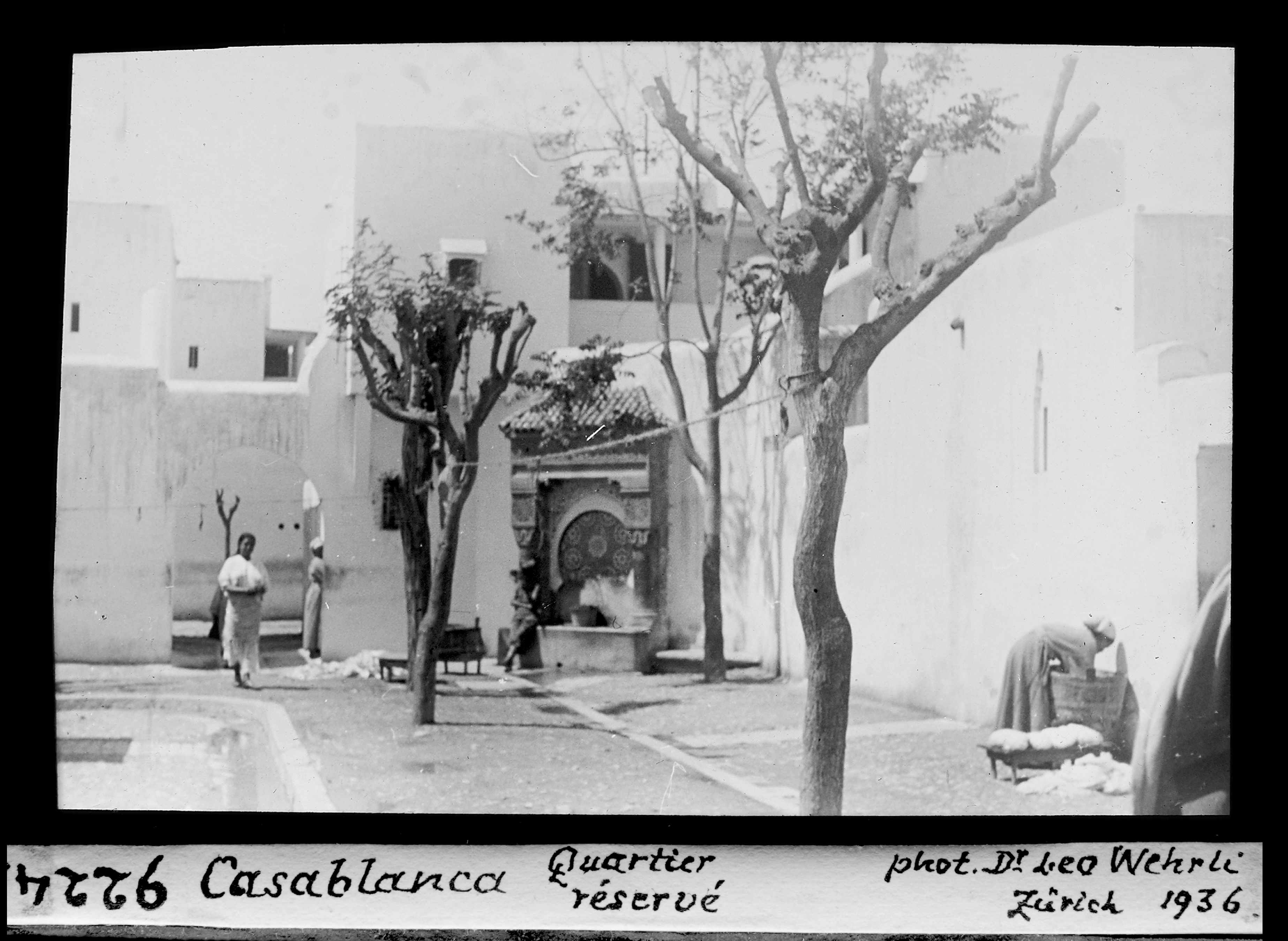
بوسبير، منطقة استعمارية للدعارة مستوحاة من شارع يوشيوارا.

في عشرينيات القرن الماضي، أنشأت الإدارة الاستعمارية الحي المُخصّص (حي الدعارة) جنوب الحبوس الذي أصبح يعرف باسم بوسبير. كان مستوحى من شارع يوشيوارا في طوكيو، وتُديره شركة خاصة تسمى لا كريسونيير (La Cressonière). أنشأ ألبير لابراد أولاً منطقة مستطيلة ذات تخطيط متعامد للشارع، بينما قام أوغست كادي ‏ وإدموند بريون ‏ بالتلاعب بالأشكال المغربية التقليدية المستخدمة في الحبوس. كان عبارة عن سياج مُسوّر يحتوي على 175 مسكنًا و 8 مقاهي ومستوصف، مع تنظيم حركة بشكل فريد من خلال بوابة حراسة. عاشت ما يصل إلى 700 امرأة - مسلمات ويهوديات - في هذا «السجن» الحقيقي. قام المستعمرون بتسويق هذا الحي المُخصّص للسائحين، مع توفير صور استشراقية، حتى تم إغلاقه في عام 1954.

## الفن الجديد وآرت ديكو والمورسيكي الجديد
بالإضافة إلى هنري بروست، كان ألبير لابراد وماريوس بوير ‏ وأوغست كادي ‏ وإدموند بريون ‏ من أوائل المخططين والمهندسين المعماريين للمدينة.
الساحة الإدارية السابقة، التي أصبحت الآن ساحة محمد الخامس، محاطة بمباني على طراز يسمى المورسيكي الجديد، والذي يجمع بين العمارة المغاربية وآرت ديكو. كان فندق إكسلسيور أحد المباني الأولى التي استخدمت هذا النمط، وتم بناؤه في الفترة من 1912 إلى 1914. تم استخدام هذا الطّراز أيضًا في المجازر القديمة، وهي مجازر صناعية تم تجديدها بواسطة بروست في عام 1922. كانت العناصر الموريسكية موجودة أيضًا في القصور والمساكن الخاصة مثل مبنى الكلاوي.
تم استخدام أسلوب براءات الاختراع في كثير من الأحيان في المباني الإدارية الاستعمارية، مثل مبنى الولاية ومحكمة الباشا في الحبوس، مع الجص الأبيض والبلاط الأخضر للأسقف.
حديقة جامعة الدول العربية (المعروفة سابقًا باسم حديقة ليوطي) هي أكبر حديقة حضرية في المدينة. على طرفها توجد كنيسة القلب المقدس بالدار البيضاء. لم تعد قيد الاستخدام للأغراض الدينية، ولكنها مفتوحة للزوار، وهي مثال للعمارة القوطية الحديثة.

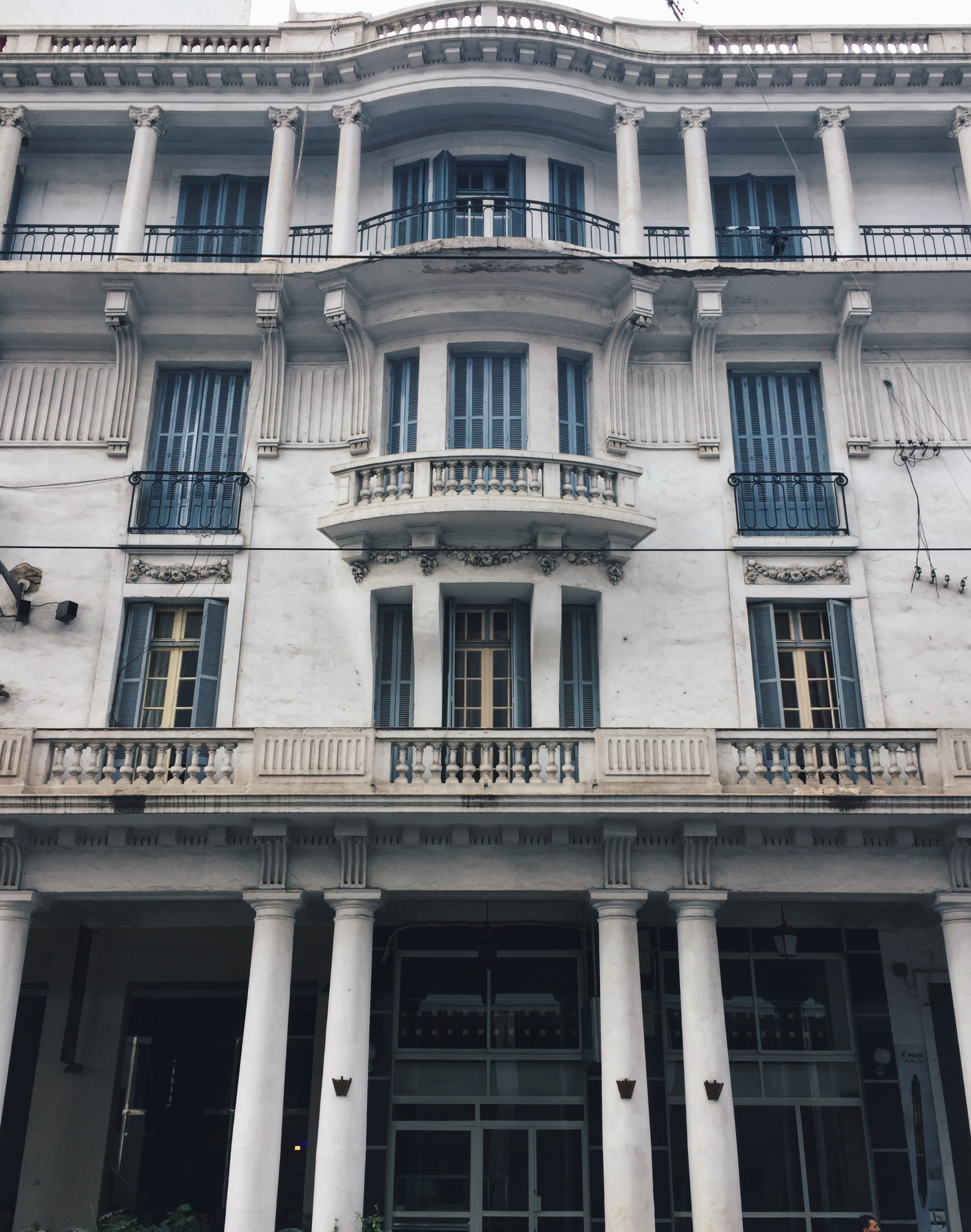
A building in French colonial style on Hassan II Blvd.
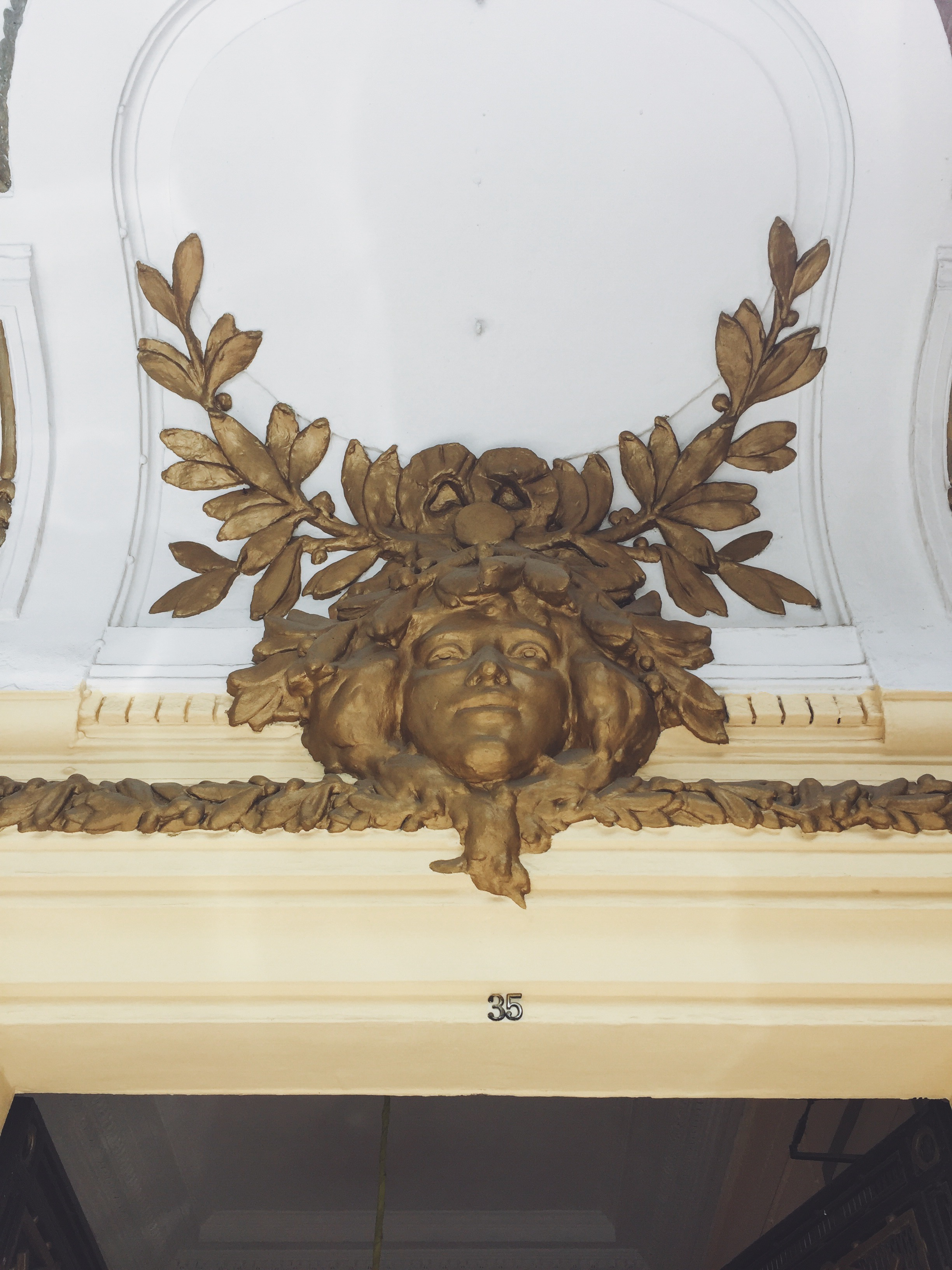
Art Nouveau decorative detail.
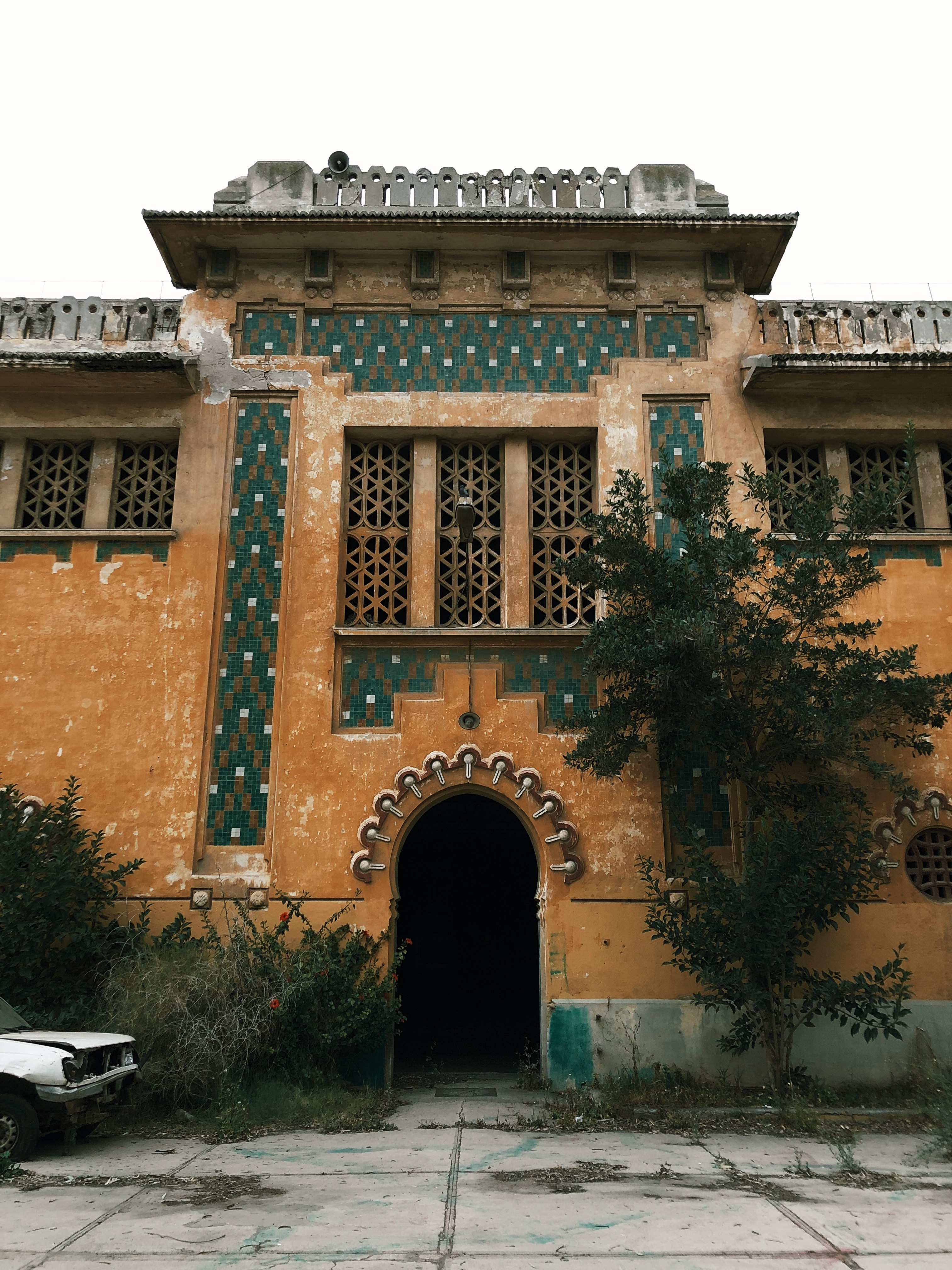
The Neo-Mauresque المجازر القديمة in مقاطعة الحي المحمدي, renovated by هنري بروست in 1922.
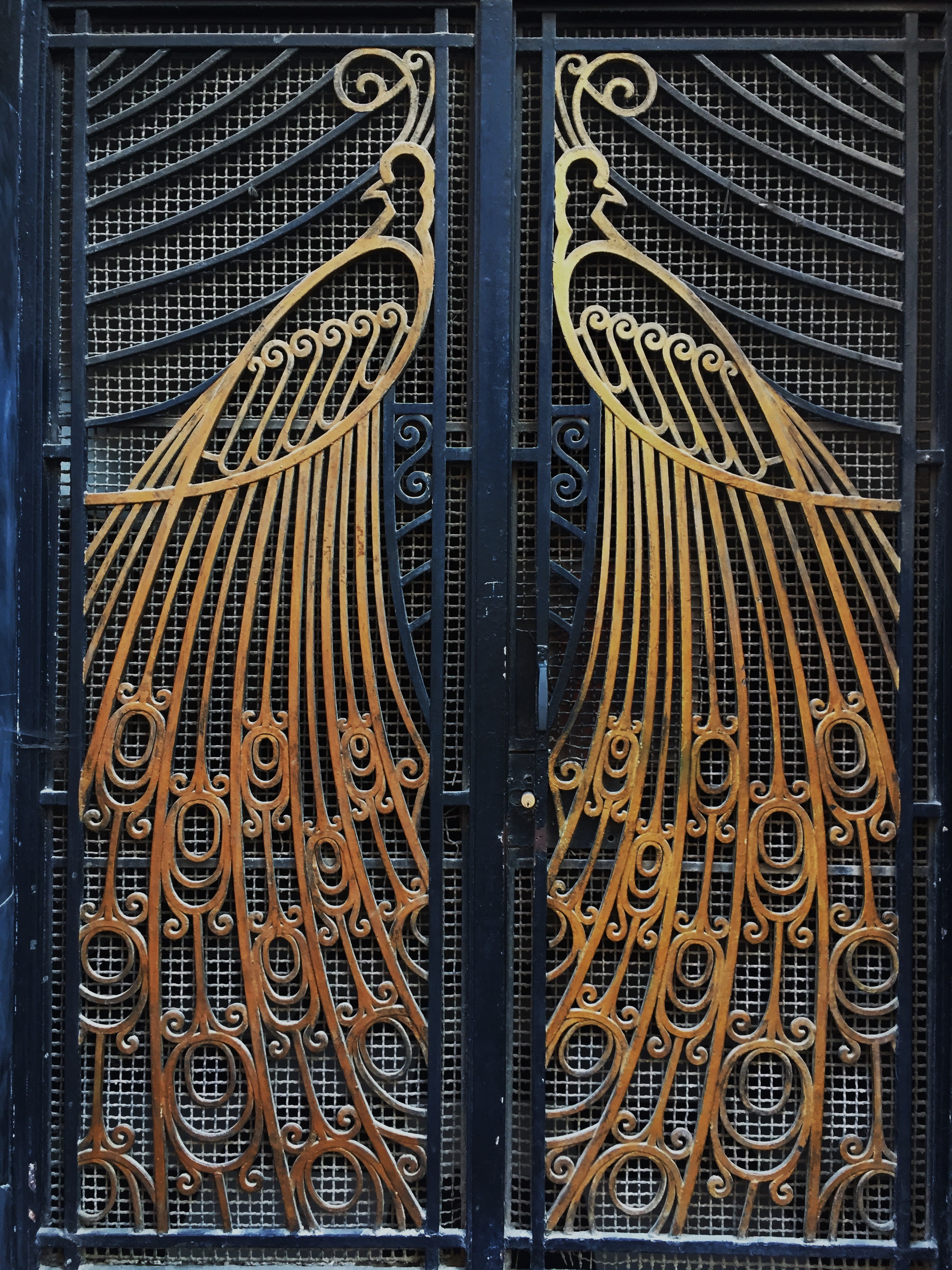
Wrought iron decorating a door. ماريوس بوير [الإنجليزية]ماريوس بوير [الإنجليزية], 85 rue Colbert, 1929.
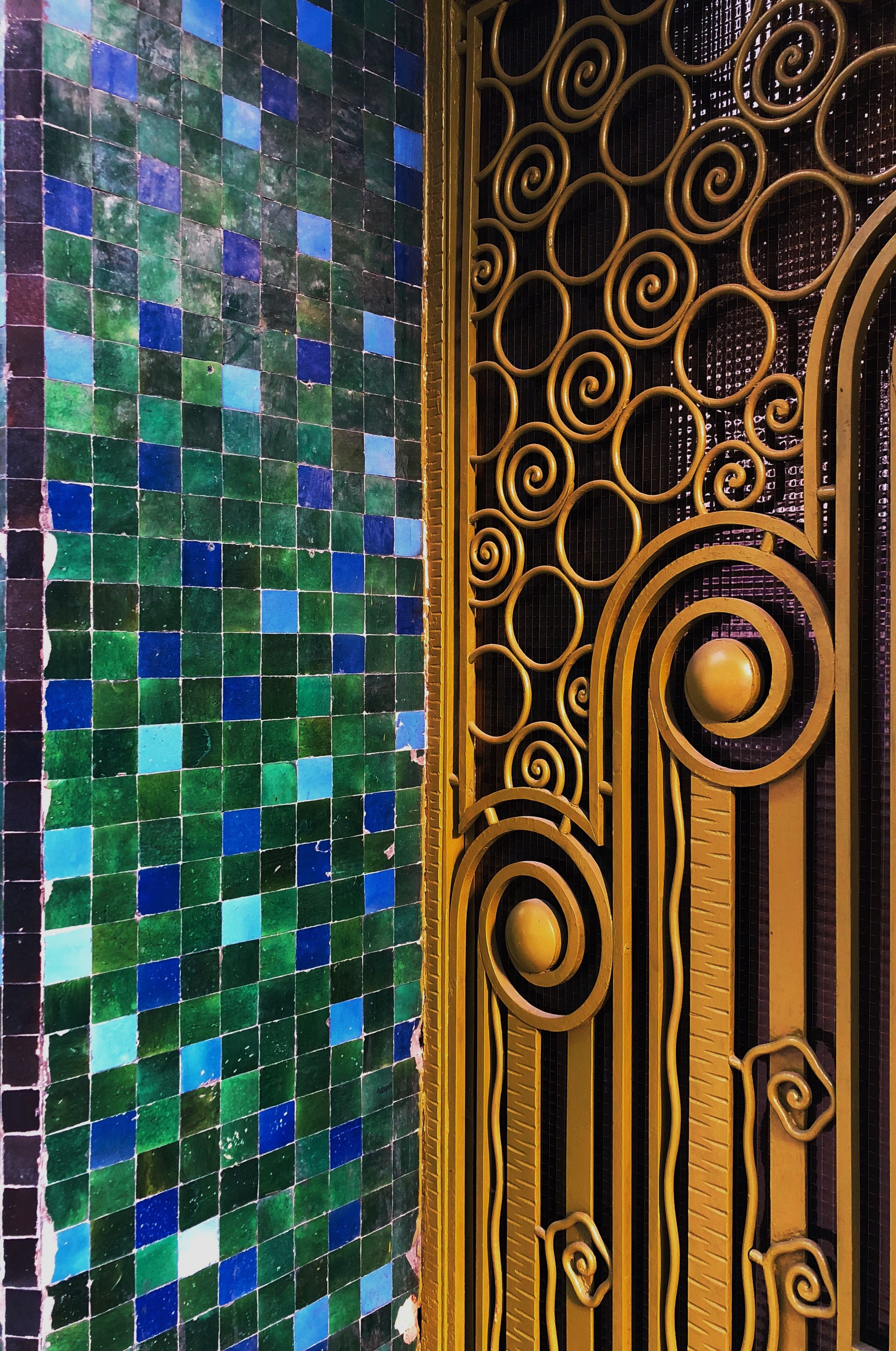
Art Deco blended with reinterpreted Moroccan decorative elements.

وصفت الحكومة الفرنسية الدار البيضاء بأنها «مختبر حضري». قدم الوفد المغربي الدائم لدى اليونسكو ملف ترشيح لتصنيف العمارة في الدار البيضاء في القرن العشرين ضمن مواقع التراث العالمي. ذاكرة الدار البيضاء هي منظمة تعمل على حماية وتعزيز هذا التراث المعماري منذ عام 1995.

## عمارة الحداثة والعمارة الخمومية

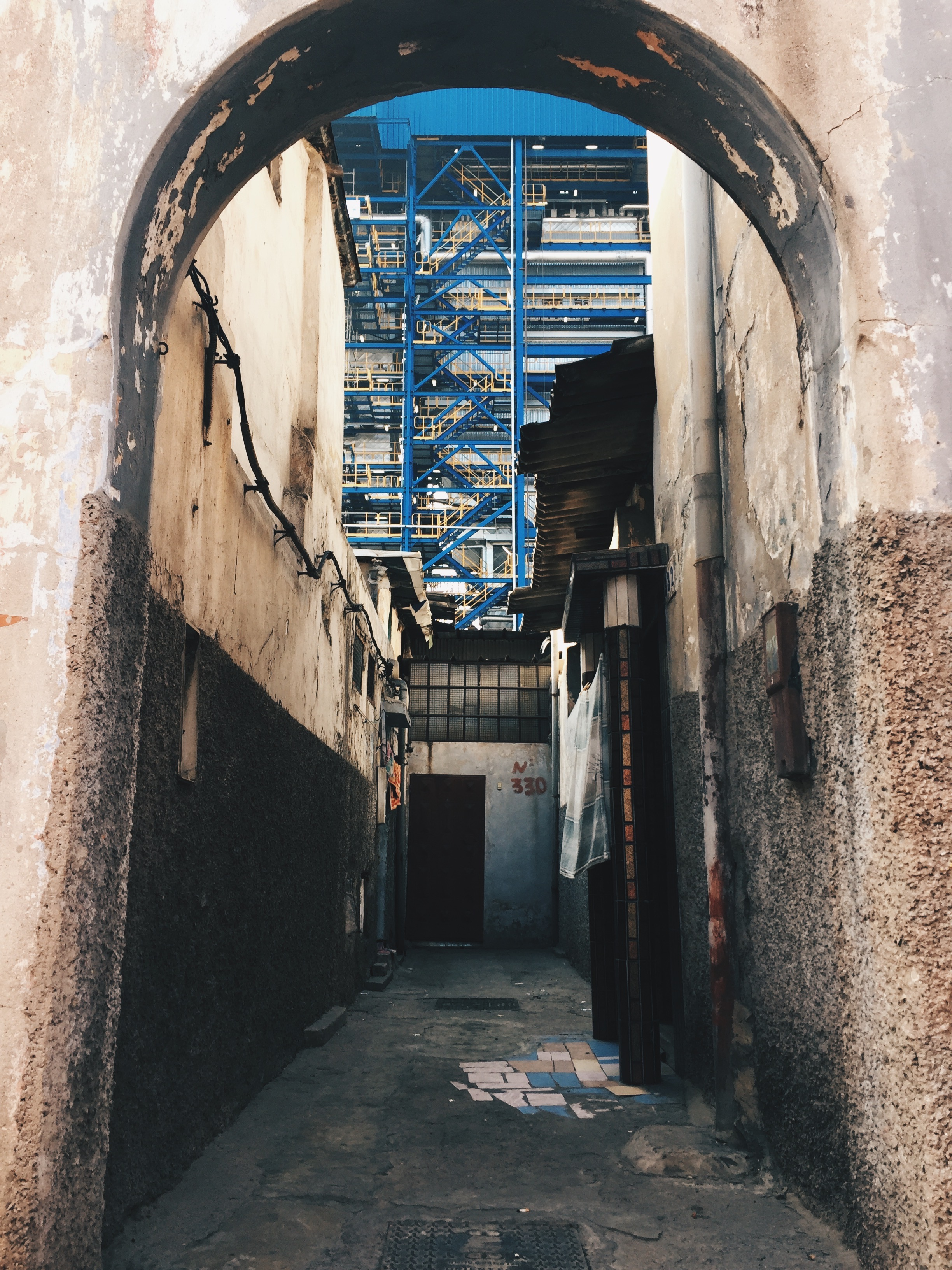
منظر لمصنع شركة السكر المغربية (كوسومار) من داخل مدن الشركات التي وضعها إدموند بريون في الثلاثينيات من القرن الماضي، وكان الهدف منه استقبال عمال الشركة ومحاكاة الحي التقليدي.

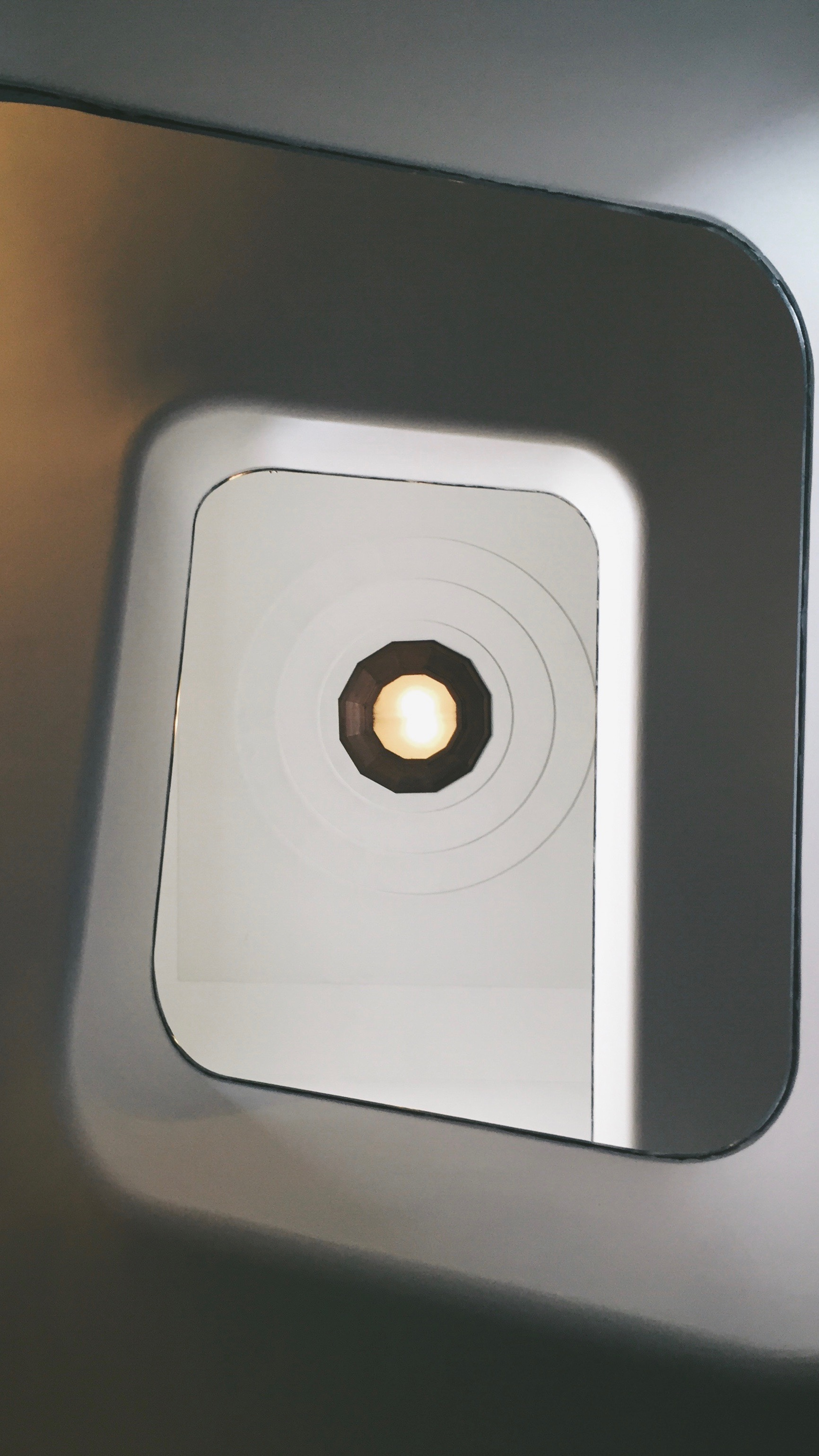
درج مبنى بنك المغرب بالدار البيضاء.

يوجد أسلوب ستريملاين مودرن في مبنى بن دنان، وعمارة الحرية وغيرها. ويعتبر مبنى بن دنان لإدموند بريون، الذي اكتمل بناؤه عام 1935، أحد الأمثلة المبكرة.
كانت الدار البيضاء موقعًا مبكرًا للأمركة بسبب إنزال الحلفاء أثناء عملية الشعلة عام 1942.

### خطة أكوشاغ
قام ميشال أكوشاغ، مدير التنمية الحضرية من 1946 إلى 1953، بتغيير مخطط مدينة الدار البيضاء من نظام الخطة المركزية لبروست إلى نظام خطي، مع توسيع المناطق الصناعية الممتدة شرقاً عبر عين السبع باتجاه فضالة. كان هناك تركيز على إدارة التحضر السريع للمدينة التي تُحرّكه الهجرة القروية من خلال تطوير مشاريع الإسكان الاجتماعي.

### مجموعة المعماريين المغاربة الحديثين (GAMMA)
خلال المؤتمر الدولي للعمارة الحديثة 1953، أعدّ الفرع الأفريقي من (Atelier des Bâtisseurs) - الذي تأسس في عام 1947 من قبل شخصيات من بينها لو كوربوزييه وفلاديمير بوديانسكي ‏ وأندريه ووجينسكي ‏ - دراسة عن مدن الصفيح في الدار البيضاء. جادل المقدمان جورج كانديليس ‏ وميشال أكوشاغ، ضد المبدأ القائل بأنه يجب على المهندسين المعماريين مراعاة الثقافة المحلية والمناخ في تصاميمهم. أثار هذا جدلًا كبيرًا بين المهندسين المعماريين الحداثيين حول العالم وأثار في النهاية انقسامًا.
تم تسمية مجموعة المعماريين المغاربة الحديثين من قبل في أكوشاغ، وتضمنت في البداية المهندسين المعماريين جورج كانديليس وأليكسيس جوزيك ‏ وشادراك وودز ‏. في أوائل الخمسينيات من القرن الماضي، كلّف أكوشاغ المجموعة بتصميم مساكن توفر «نسيجًا حيويًا محددًا ثقافيًا» للعمال والمهاجرين من القُرى. كانت (Sémiramis) و (Nid d’Abeille) و (Carrières Centrales) من الأمثلة الأولى على هذه الحداثة العامية. كانت هذه هي المرة الأولى الذي بنى الاحتلال الفرنسي مساكن للمستعمرين، وقد فعلت ذلك لقمع الحركة الوطنية المغربية، ولا سيما بعد احتجاجات عام 1952 التي أعقبت اغتيال النقابي العمالي فرحات حشاد، والتي تركزت في مدن الصفيح بالحي المحمدي. كان نموذج أكوشاغ 8 × 8 متر، المصمم لمعالجة مشاكل الدار البيضاء مع الاكتظاظ السكاني والنزوح من القُرى، رائدًا في هندسة الإسكان الجماعي.
أصبح إيلي الزاقوري أول مهندس مغربي حديث، وقاد مجموعة المعماريين المغاربة الحديثين بعد استقلال المغرب من فرنسا عام 1956. كان الزاقوري - شيوعيًا شابًا ومثيرًا للجدل وصريحًا - نشطًا في الحي الحسني في تصميم المدن، وحدات الإسكان العام المعيارية، والتي جمعت بين عناصر العمارة الحديثة والعامية مع مراعاة الثقافة المحلية وأنماط الحياة.
كما شارك هو وزملاؤه مثل جان فرنسوا زيفاكو في تصميم فيلات خاصة تجريبية في أحياء غرب الدار البيضاء مثل آنفا وعين الذئاب بإلهام من ريتشارد نيوترا وأوسكار نيماير. ومن الأمثلة على ذلك فيلا سويسة (تحولت الآن إلى مقهى بول) وفيلا بنكيران وفيلا كاممبرت وفيلا أزاجوري.
استوحى هذا الجيل من مهندسي الاستقلال من مدارس لو كوربوزييه وريتشارد نيوترا وفالتر غروبيوس وأوسكار نيماير وآخرين. كانت هندستهم المعمارية - وأعمال زيفاكو على وجه الخصوص - تجريبية، كما يتضح ذلك من إنشاءات مثل ورش عمل فنسنت تيمسيت أو مسجد السنة.

### المدارس
نظرًا للرقابة المشددة على الوصول إلى التعليم في ظل الاحتلال الفرنسي، أصبح النظام التعليمي في المغرب نقطة محورية. أشار ميشيل راجون ‏ إلى أن نصف سكان المغرب فقط لديهم إمكانية الوصول إلى التعليم الرسمي، وتم بناء العديد من المدارس الجديدة. عكست هندستهم المعمارية إعادة النظر في دستور حرم المدارس والفصول الدراسية. قام زيفاكو ببناء مدارس على طراز العمارة الخمومية، مثل مدرسة تيوفيل غوتيه ومركز إعادة تأهيل تيط مليل. قام أزاجوري أيضًا بالابتكار في تصميماته لمدرسة لونجشامب ومدرسة الصخور السوداء (الآن مدرسة إبراهيم الروداني)، حيث قام بتجربة الباحات وإعادة النظر في التصميم التقليدي للفصل الدراسي. كما أنه اعتمد على تجاربه في أوروبا وجرب التباين في المواد والإضاءة.
استمرت فرنسا في مشاركتها الثقافية في المغرب من خلال البعثة الجامعية والثقافة الفرنسية في المغرب، التي بنت مدرسة إرنست رينان (1957) ومدرسة بيزيه (1960)، وكذلك المدارس العامة مثل مدرسة راسين (1951)، ومدرسة سيدي عثمان (1973).

### المرافق العامة
مع تحول الاقتصاد، تم تشييد المباني الصناعية، مثل مركز الفرز البريدي في ميدان محمد ديوري وسوق الجملة سيدي عثمان (1976-1979) لعبد السلام فاراوي وباتريس دي مازيير، وفقًا لطراز العمارة الخمومية الجديدة، تتمثل في التبسيط والكفاءة.
صمّم مراد بنمبارك مطار محمد الخامس الدولي وبرج أطلس.

في عهد الحسن الثاني، نفذت الدار البيضاء مشروعين رئيسيين «نيو هوسمان»: مسجد الحسن الثاني ومشروع رويال أفينيو.

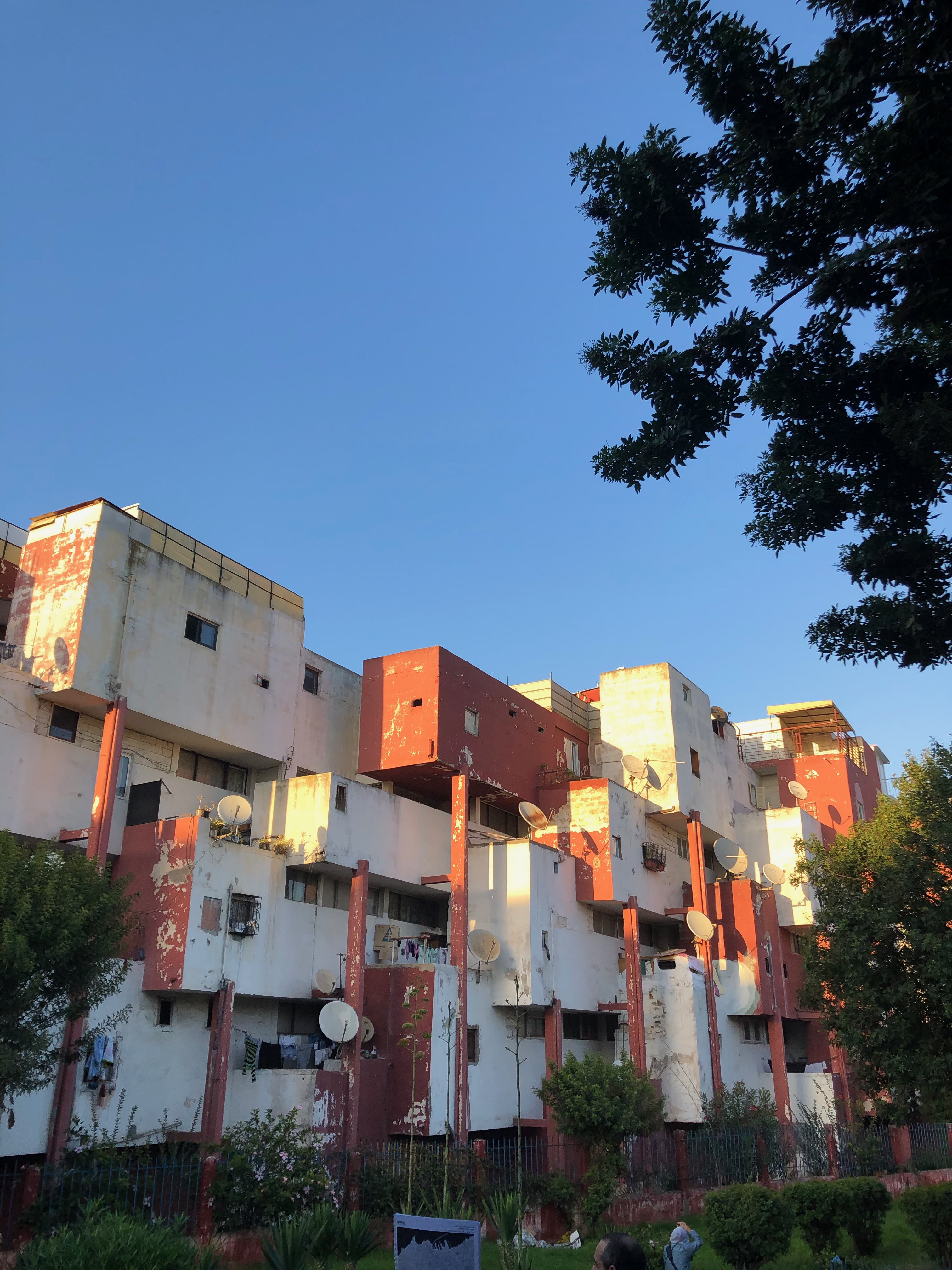
Vernacular modernism in GAMMA's Sidi Othmane Housing Development in مقاطعة سيدي عثمان, by André M. Studer [[::de|[العربية]]] and Jean Hentsch (c. 1952).
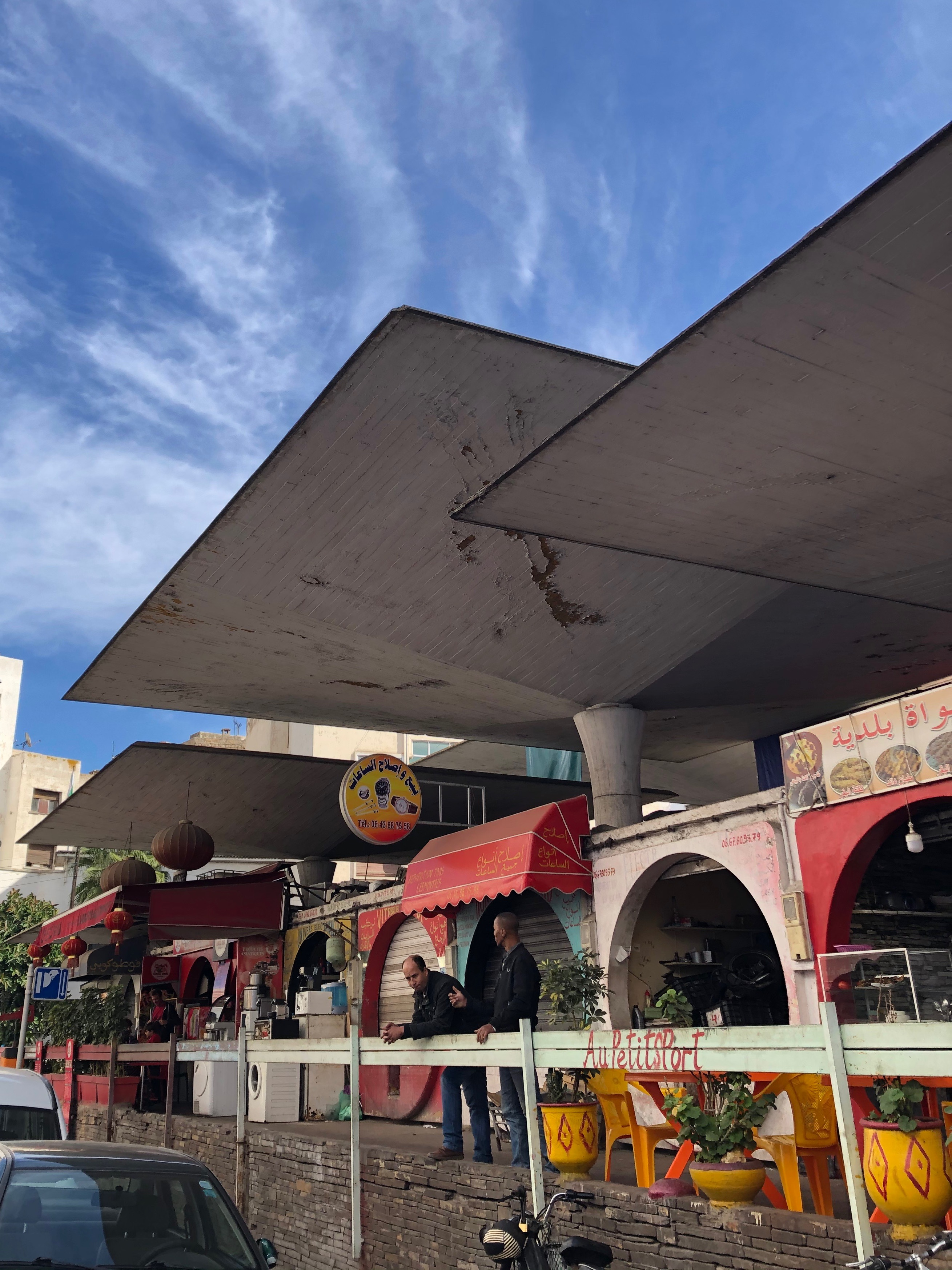
جان فرنسوا زيفاكو market on Agadir Street (1972).
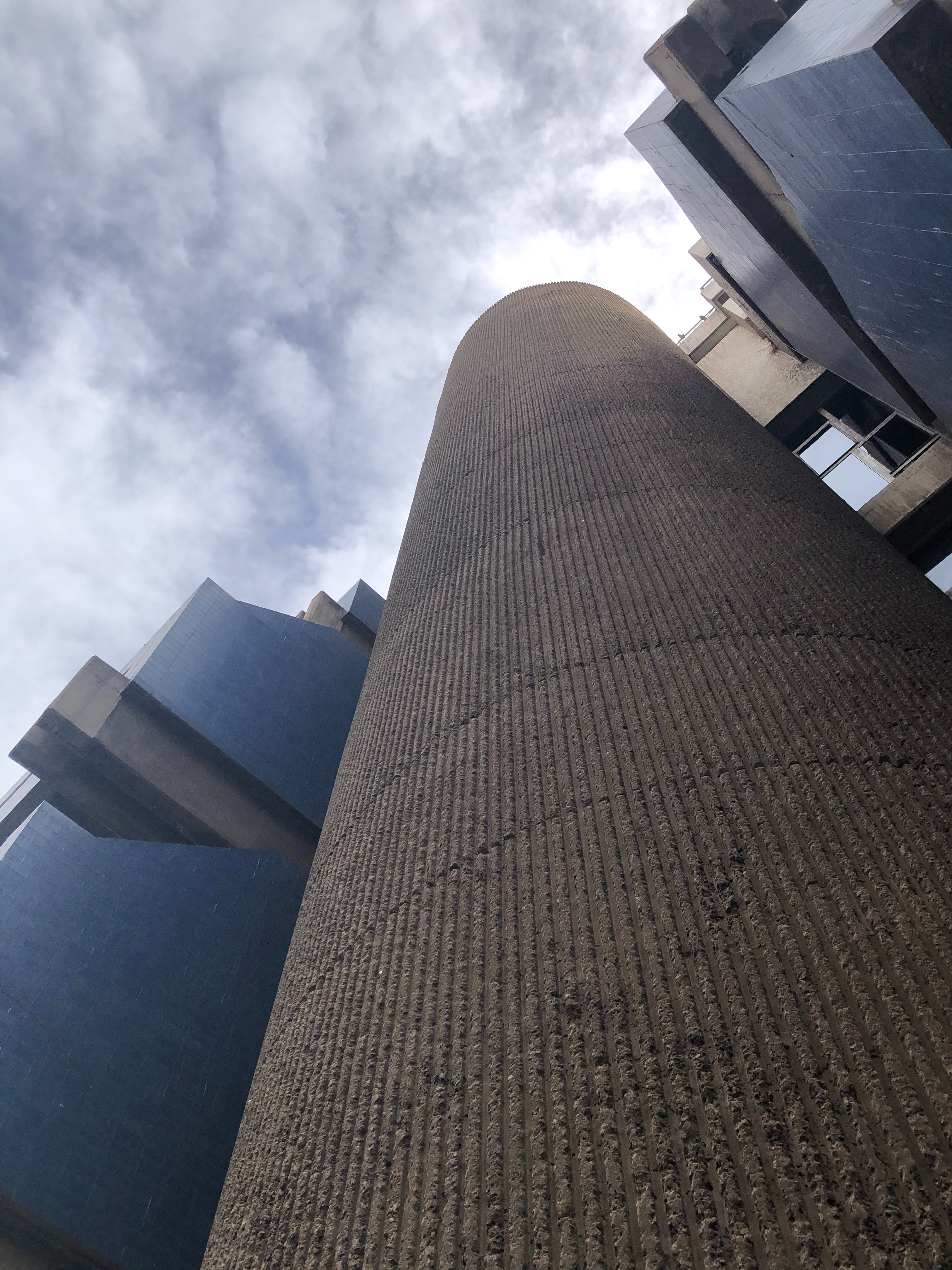
Textured concrete in Faraoui and de Mazières' 1979 Postal Sorting Center.
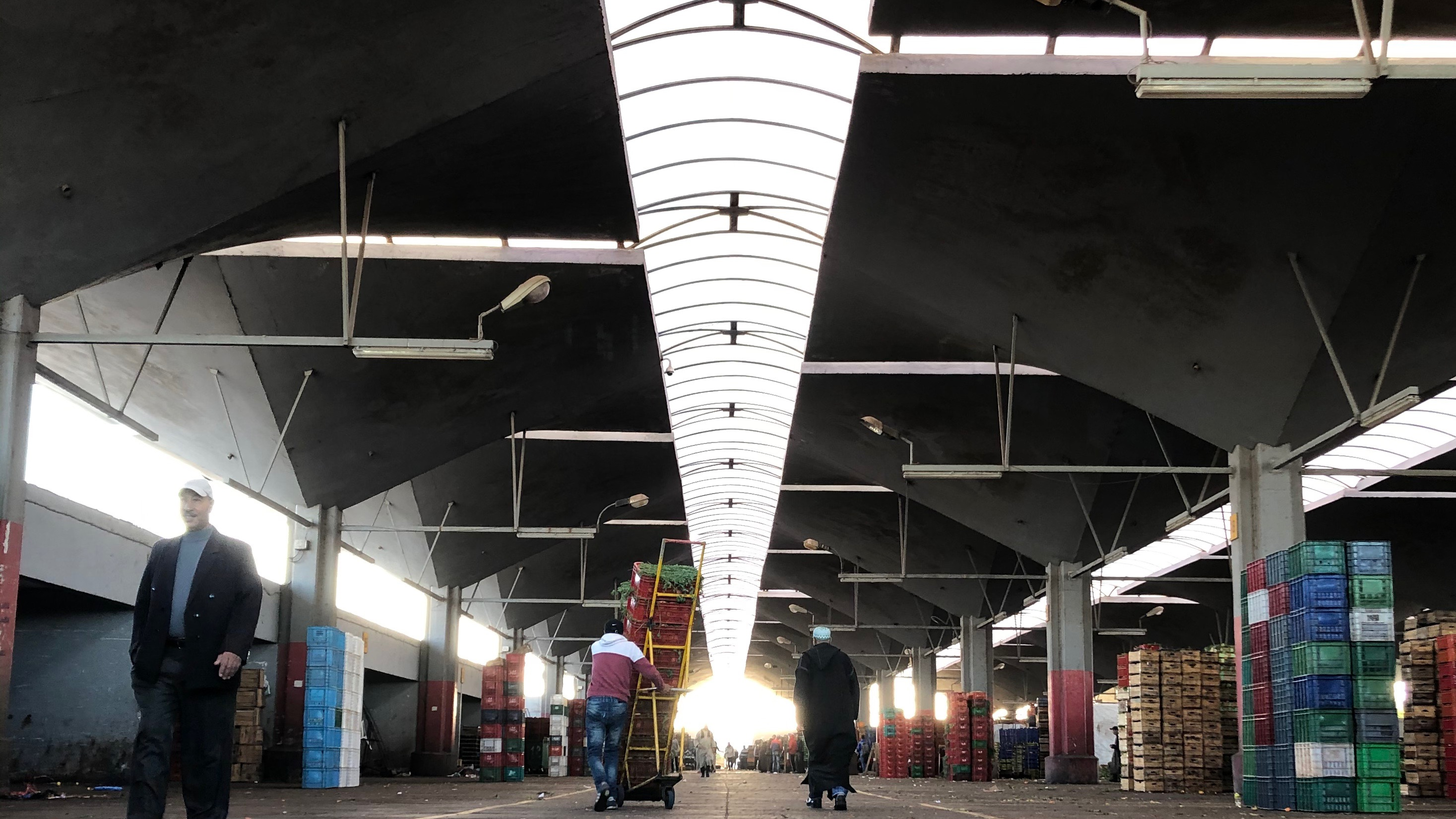
Faraoui and de Mazières' wholesale produce market in Sidi Othmane.
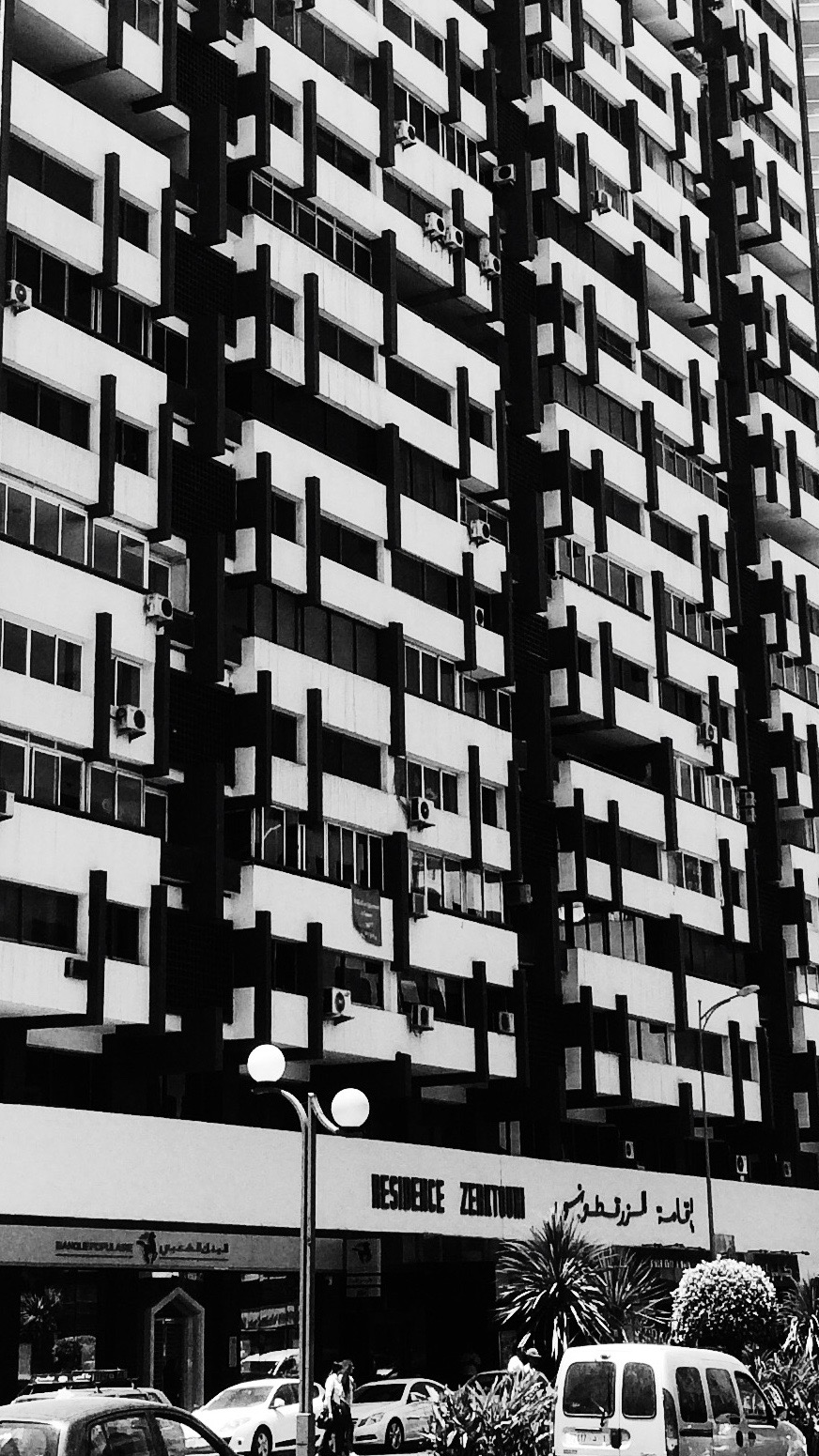
El Mehdi Laraki's 1980s Zerktouni Residence in Maarif.
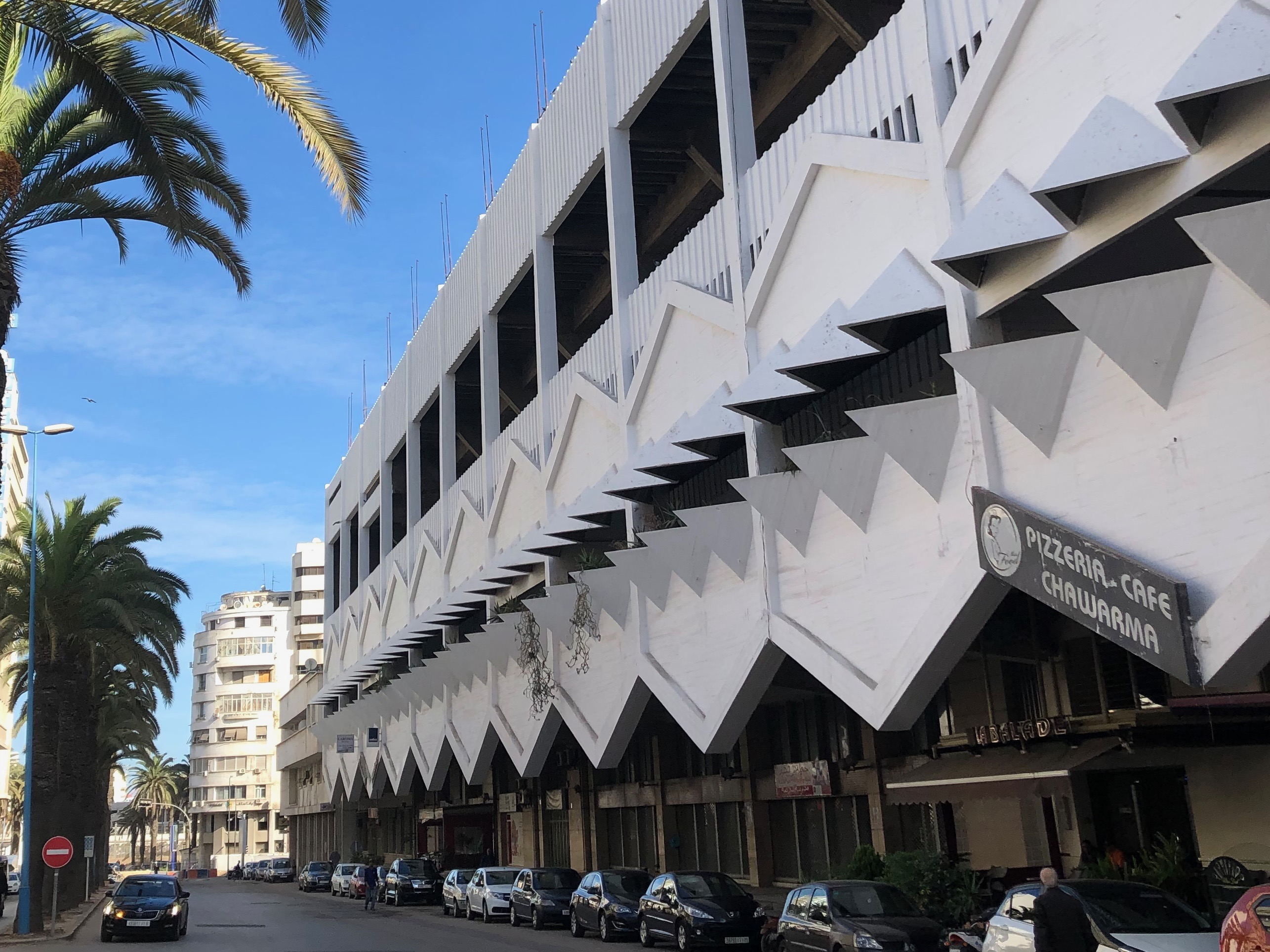
ملعب العربي بن مبارك by Abdelkader Bensalem and Domenico Basciano (1989).

## العمارة النيوليبرالية
يناقش كوينراد بوغارت المشاريع الحضرية الأخيرة في الدار البيضاء في علاقتها بسياسة النيوليبرالية. «مدن بدون صفيح» هو برنامج تابع للأمم المتحدة تم إنشاؤه في أعقاب تفجيرات الدار البيضاء 2003 لإعادة توطين سكان الأحياء الفقيرة. وهي تعمل مع منظمات مثل مجموعة العمران، وإدماج سكن، وديار المنصور، والوكالة الحضرية للدار البيضاء.
تعد مارينا الدار البيضاء ومتنزه أنفا وكازانيرشور مجمعات تجارية مخصصة للاستثمار في الدول النامية.
تحول حي مطار الدار البيضاء أنفا السابق إلى القطب المالي للدار البيضاء، كجزء من مبادرة اقتصادية 2010 موجهة نحو دول إفريقيا جنوب الصحراء. صمّمت شركة مورفوسيس (Morphosis Architects) برج القطب المالي للدار البيضاء بواجهته المصنوعة من الألمنيوم. تشارك شركة الهندسة المعمارية الفرنسية (Reichen et Robert) في هذا المشروع بالإضافة إلى «المدينة البيئية» في زناتة.

## المباني البارزة

### الحكومة والبلدية
باعتبارها العاصمة الاقتصادية للمغرب، تعتبر الدار البيضاء موطنا للعديد من المباني الحكومية والبلدية. تشمل هذه المباني على سبيل المثال لا الحصر:
- قصر العدالة
- مقرّ الولاية، صمّمه ماريوس بوير
- مكتب البريد
- بنك المغرب
- المجازر القديمة

### المباني الدينية
الدار البيضاء هي موطن للعديد من المباني الدينية كجزء من تراثها المتنوع.

#### المساجد
- مسجد الحسن الثاني، صممه ميشيل بينسو[71]
- مسجد القدس، كنيسة قوطية حديثة سابقة كانت تسمى كنيسة القديسة مارغريت
- مسجد السنة، صممه جان فرنسوا زيفاكو

#### الكُنس
- كنيس التدغي
- معبد بيت إيل

#### الكنائس
- كنيسة سان بونافنتورا
- كنيسة القلب المقدس (1930–1953)، صمّمها بول تورنون[33]
- كاتدرائية سيدة لورد

### التعليم
الدار البيضاء هي موطن لعدد من المؤسسات الأكاديمية، بما في ذلك:
- ثانوية ابن تومرت (1929)، صممه جورج جان جريل[33]

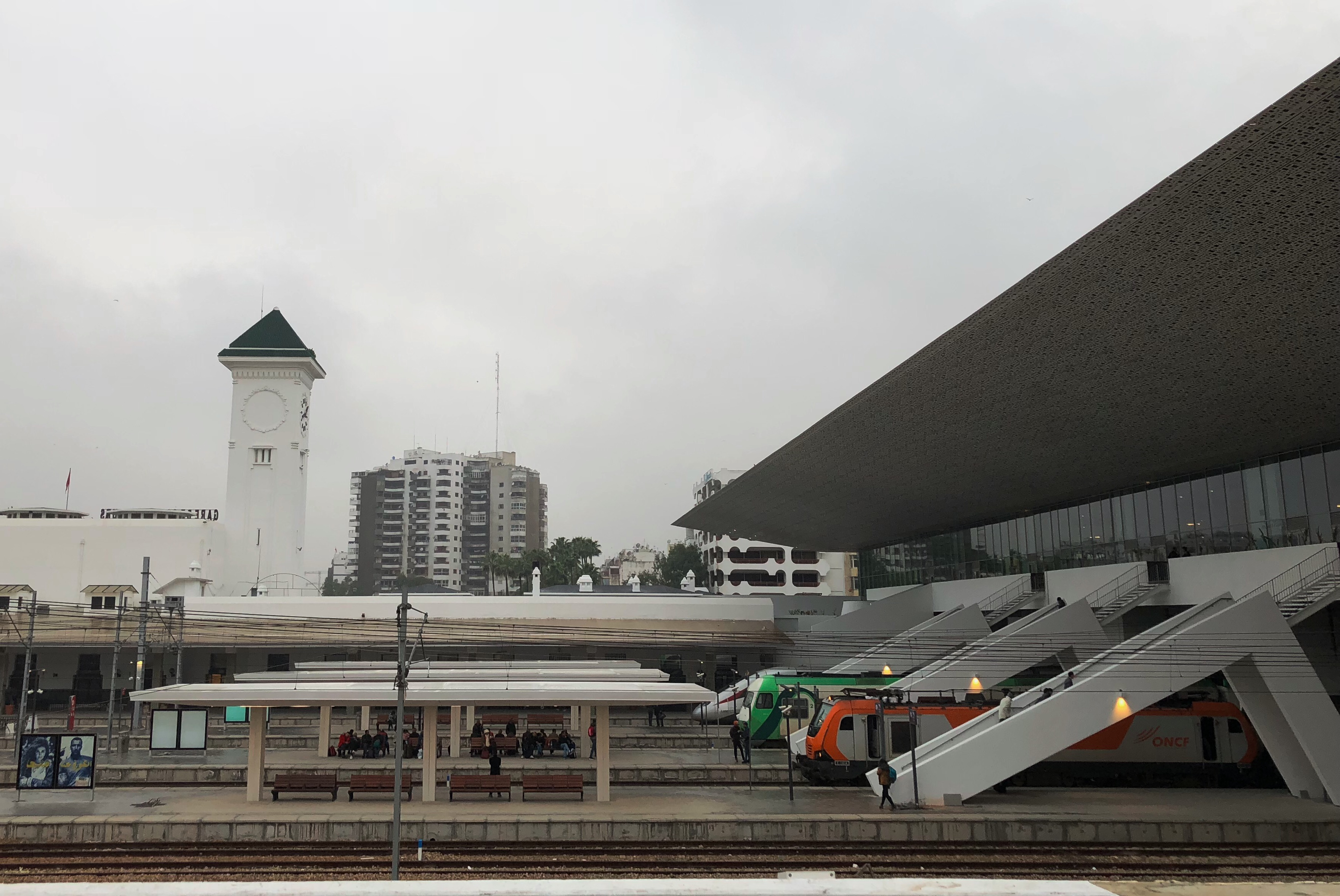
على اليمين، محطة الدار البيضاء المسافرين التي تم تجديدها في عام 2018، ومحطة الحقبة الاستعمارية على اليسار.

- ثانوية ليوطي

### النقل
- محطة الدار البيضاء الميناء
- محطة الدار البيضاء المسافرين
- مطار الدار البيضاء تيط مليل
- مطار محمد الخامس الدولي

### دور السينما والمسارح
- سينما ريالطو
- سينما لينكس
- سينما فوكس
- المسرح الكبير للدار البيضاء
- المسرح البلدي بالدار البيضاء (1922-1984)[74]

## المباني السكنية

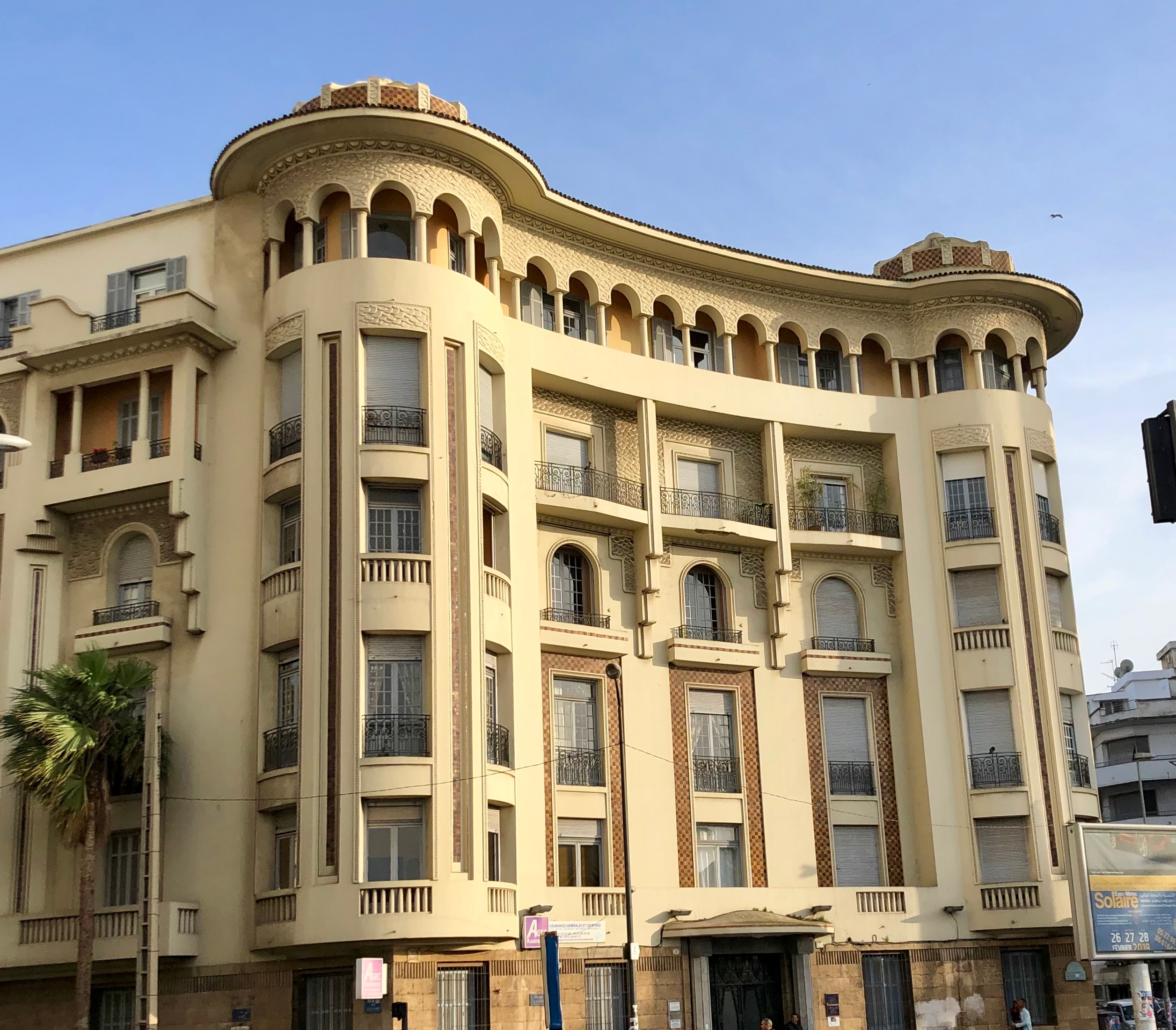
مبنى عمارة إمكاما (1928) الذي صممه ألبرت غريسلين.

- عمارة ماغاي
- عمارة الحرية
- عمارة إمكاما
- مبنى الكلاوي[75]
- مبنى عمارة إمكاما (1928) الذي صممه ألبرت غريسلين.[3]

## الملاعب
- المركب الرياضي محمد الخامس
- ملعب العربي بن مبارك

## ناطحات سحاب
- عمارة الحرية
- برج أطلس
- برج الحبوس
- نوفوتيل
- سوفيتيل
- برجا الدار البيضاء
- برج القطب المالي للدار البيضاء

## الحفاظ على التراث العمراني
ذاكرة الدار البيضاء هي جمعية مكرسة لتعزيز وحماية التراث المعماري للدار البيضاء.
ذاكرة المهندسين المعماريين الحداثيين المغاربة، هي جمعية مكرسة لحماية العمارة الحداثية والخمومية في الدار البيضاء.

## للاستزادة
- Cohen، Jean-Louis؛ Eleb، Monique (2002). Casablanca: Colonial Myths and Architectural Ventures. Monacelli Press. ISBN:1580930875.
- Dahmani، Iman؛ El moumni، Lahbib؛ Meslil، El mahdi (2019). Modern Casablanca Map. ترجمة: Borim، Ian. Casablanca: MAMMA Group. ISBN:978-9920-9339-0-2.
- Taqī، Najīb.؛ تقي، نجيب. (2012). Jawānib min dhākirat Karyān Sanṭrāl, al-Ḥayy al-Muḥammadī bi-al-Dār al-Bayḍāʼ fī al-qarn al-ʻishrīn : muḥāwalah fī al-tawthīq (ط. al-Ṭabʻah al-ūlá). [al-Dār al-Bayḍāʼ]. ISBN:978-9954-1-0473-6. OCLC:964064878. مؤرشف من الأصل في 2022-04-22.{{استشهاد بكتاب}}:  صيانة الاستشهاد: مكان بدون ناشر (link)